# 圣彼得堡
聖彼得堡（羅馬化：Sankt Peterburg，發音：[sankt pʲɪtʲɪrˈburk] ⓘ，舊名彼得格勒、列寧格勒，是俄羅斯聯邦直轄市，也是西北部联邦管区的首府，曾为列寧格勒州首府、俄罗斯首都。位於俄羅斯西北部，瀕臨芬蘭灣，涅瓦河流經過市區，為俄羅斯在波羅的海一帶的重要港口和军事基地。重型机器、精密仪器制造业、海洋运输业和军事工业久负盛名。2021年全市人口約560万人，是俄羅斯人口第二大城市、世界上最北端的居民超過100萬人的城市，亦是俄羅斯最西方化的城市，也是俄羅斯文化、經濟、科學中心和交通樞紐之一。俄羅斯有眾多重要政府機構設於該市，包括俄羅斯聯邦憲法法院、紋章局、列寧格勒州政府、獨聯體聯盟議會大廈、俄羅斯海軍司令部和西部軍區司令部。
聖彼得堡由彼得大帝於1703年5月27日建立，為了建立海軍列強地位，在1712年至1918年期間變成俄羅斯帝國的首都，並為帝國三次大革命——第一次俄國革命、俄國二月革命、十月革命的中心。聖彼得堡多次因時空背景而易名：第一次世界大戰於1914年爆發後，聖彼得堡為因應當時「去日耳曼化」的風潮而改名為「彼得格勒」；在列寧逝世後又改名為「列寧格勒」。第二次世界大戰苏德战争期間，列寧格勒被德軍圍城封鎖長達872天，導致多達150萬人死於飢餓，戰後該城被授予「英雄城市」稱號，並有三個下轄城市被授予「軍事榮譽城市」稱號——羅蒙諾索夫、克隆斯塔和科爾皮諾。1991年蘇聯解體前夕，列寧格勒經過公投決議後，恢復使用聖彼得堡的原名。
2013年，聖彼得堡制定了2030年戰略發展目標，屆時估計將有市民590萬人。以聖彼得堡為中心構築的城市群面積達1439平方公里，僅次於2011至2012年期間改制擴編的莫斯科城市群，在俄羅斯吞併了克里米亞後，聖彼得堡成為繼塞瓦斯托波爾後第二小的聯邦主體單位。
聖彼得堡歷史中心及其相關古蹟群被聯合國教科文組織列入世界遺產。旅遊業是聖彼得堡的核心產業之一，該市擁有眾多的文化景點，如夏宮、人類民族博物館、斯莫尔尼宫、馬林斯基劇院、俄羅斯國家圖書館、俄羅斯博物館、彼得保羅要塞、胜利广场、喀山大教堂、聖以撒大教堂等名胜。埃尔米塔日博物馆（包括冬宮）是世界四大博物馆之一。

## 市名沿革

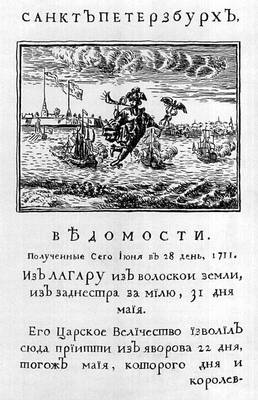
1711年6月28日《公報》，聖彼得堡一詞以仿德荷語的「Санктьпетерзбурхь」（Sankt-Petersburgh）表示。

該市於1703年由俄羅斯沙皇國彼得一世下令建造，由该城的第一座建筑物——扼守涅瓦河河口的彼得保罗要塞命名。俄罗斯正教会也兴建了一座小型的木制教堂，同样由彼得、保罗这两位圣徒得名，并作为教堂的守护圣人。而彼得则被选定为城市的守护圣人。
圣彼得堡有着一个非常“异国”色彩的名字，应是彼得大帝过去在欧洲游历时受到荷兰等多国文化的影响。起初沒有固定拼法，即使在彼得大帝自己信件中也使用了不同的拼寫，例如模仿德語「Sankt Petersburg」的「Санктьпетерсьбурк」（Sanktpetersburk） 和模仿荷蘭語「Sint-Pietersburgh」的「Сантпитербурх」（Santpiterburkh）等等。而彼得大帝與所屬《公報》（Ведомости）信件中則帶有荷蘭風的「Сан(к)т-Питер-Бурхъ」（Sankt-Pieter-Burch），咸信是原始拼寫，但隨即轉變成更德式名稱。不論仿荷、德語命名皆展現日耳曼風格，最後經由俄語標準化的現名，首見於1724年7月的《公報》上。
如今「Petersburg」是歐美多數拼寫方式，源自德文「Sankt Petersburg」，直接在專屬者後面加「s」，相當於英文加「's」。英文舊拼法「Saint Petersburgh」，目前僅存當年沙皇訪英紀念的街道「聖彼得堡廣場」等處。
因为名字冗长，在实际使用中人们为圣彼得堡起了诸多别名。城市的首任总督缅希科夫有可能是该城第一个昵称“Петри”（Petri）的发明者。1740年代米哈伊尔·罗蒙诺索夫为该城拟了一个希腊名“Πετρόπολις”（彼得羅波利斯，Petropolis，Петрополис，仍意为彼得之城），并起了一个俄语化的转写“Петрополь”。在此前后，另一个类似的名称“Питерпол”（Piterpol）也见诸文献。在这诸多方案中都去除了前缀“圣”，只在官方正式文档中还得以保留。
1830年代普希金在他的一首诗裡，为城市拟了一个同义的俄国名字“彼得格勒”（Петрогра́д，羅馬化：Petrograd）。不过直到1914年第一次世界大战爆发后，俄国出现反德情绪，沙皇政府才将具有德语影响的城市名字——“聖彼得堡”改為俄语名“彼得格勒”。其後蘇聯成立，為紀念領導者列寧於十月革命時曾於該市發動革命，於1924年列寧逝世後，又將市名改為列寧格勒（Ленингра́д，羅馬化：Leningrad，直譯“列宁城”）。
苏联解体前夕，经市民投票，55%支持恢复圣彼得堡的旧名，1991年9月6日生效；同时也修改了大量苏联时代的市内地名。不过列宁格勒州依然维持原名。圣彼得堡俄语俗称为“彼得”（Питер, Piter）。从2011年起，每年2月18日（列宁格勒解放日）、2月23日俄罗斯建军节以及5月9日胜利日，圣彼得堡对外称列宁格勒。

## 歷史

### 20世纪以前

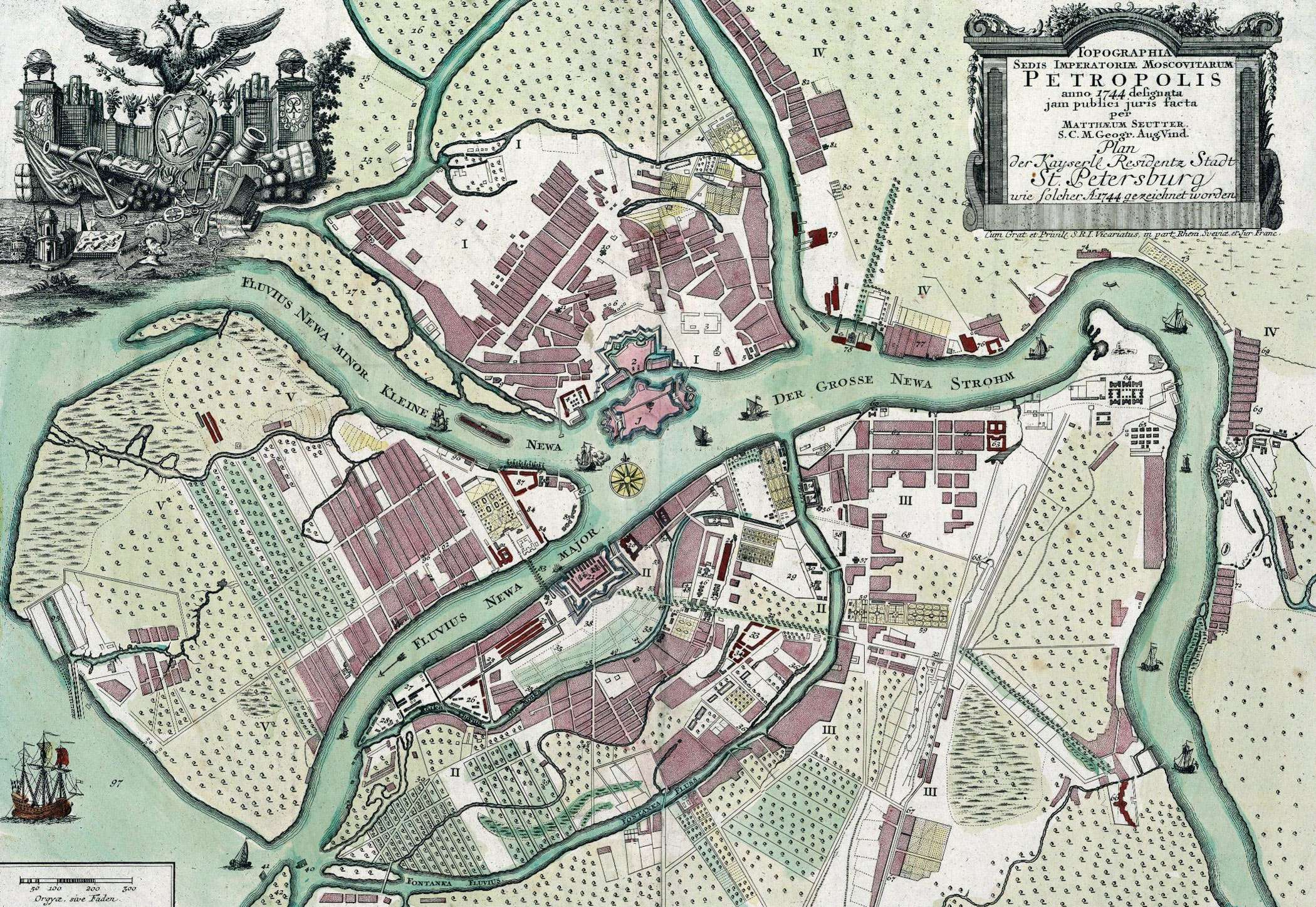
1744年的圣彼得堡地图，拉丁文中采用希腊名Petropolis

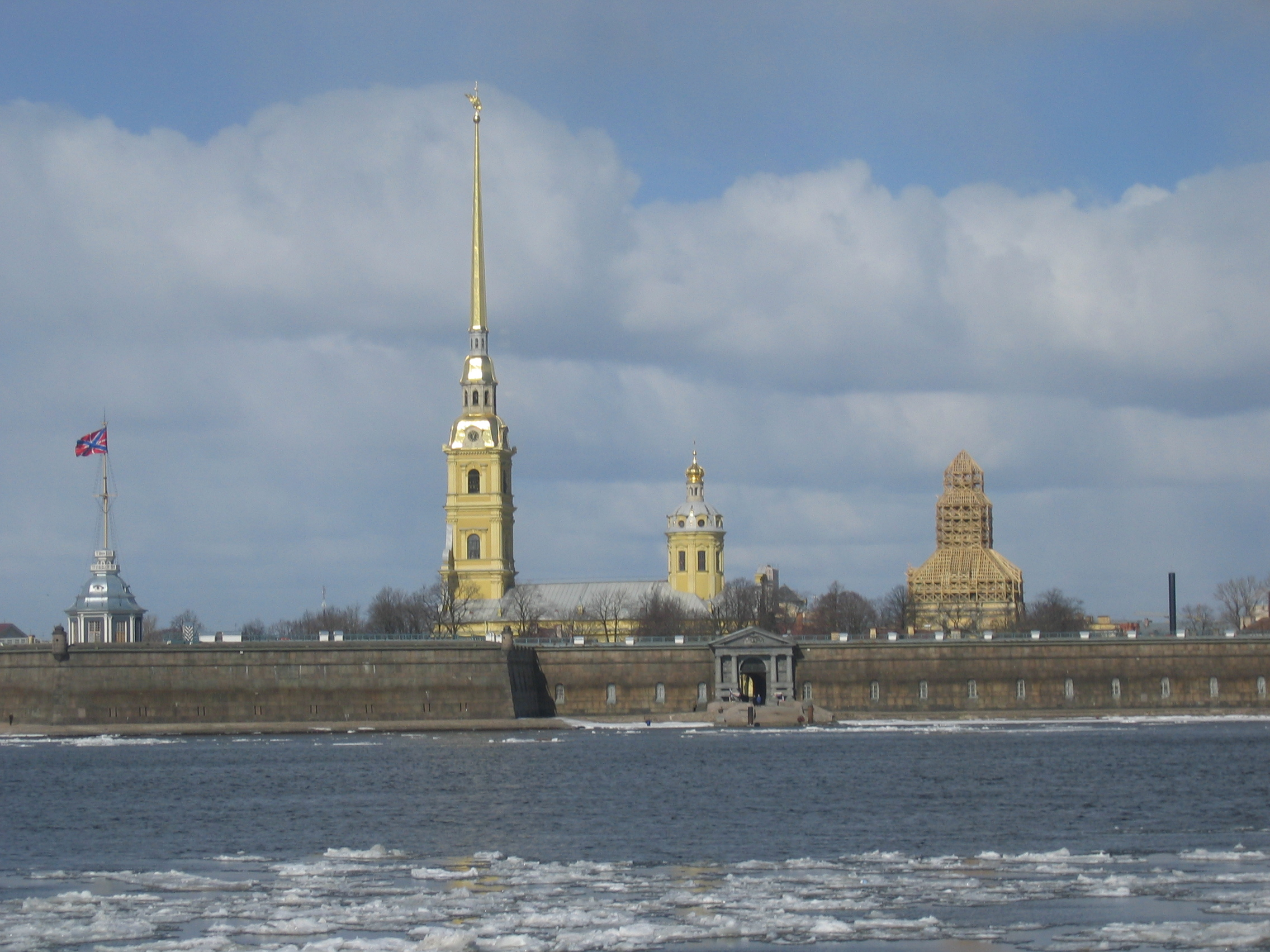
涅瓦河畔的彼得保罗要塞和彼得保罗大教堂

聖彼得堡地区原来是波罗的海芬兰湾涅瓦河的出海口的一片沼泽地，其周围地區，包括現時芬蘭灣一帶的土地，称“英格里亞”，為瑞典帝国所拥有。該地早先只有一支芬蘭部落活動。1611年，瑞典殖民者首先在涅瓦河口修築了一座要塞，其後圍繞著這個要塞逐漸興起一座小城鎮。
沙皇彼得一世對航海事務非常感興趣。其時俄國控制下的面向西方的重要海港為阿尔汉格尔斯克，由於位于白海，每年有好幾個月封凍停航。爲了爭奪面向西欧的不凍港，俄國在18世纪初1700年开始对瑞典帝国的21年北方战争。1703年5月12日（俄曆1日），彼得一世从瑞典帝國夺取英格尔曼兰，同月27日（俄曆16日）在距離海灣約5公里的入海口处，一個叫做兔子岛的小島上興建彼得保罗要塞，這也成爲了新城市的第一塊磚石。
這座城市的建設者包括從俄國各地徵召的農民兵，以及戰爭中的瑞典戰俘。工程主理者為彼得一世密友亚历山大·达尼洛维奇·缅什科夫。稍後這座城市成爲聖彼得堡省的中心。1713年-1714年彼得大帝把首都从莫斯科搬到聖彼得堡，圣彼得堡成為君主制俄罗斯帝国首都，经过凱薩琳大帝、亚历山大一世直至尼古拉二世的不断建设，成为君主制俄罗斯帝国的政治、經濟和文化的中心。普希金将其称为俄罗斯“面向西方的窗口”。
最初幾年城市是圍繞著彼得保儸要塞發展的，城市的主要目的是作为抵御瑞典的屏障。但很快城市就開始向外擴張了。1736-1737年城市遭遇嚴重的大火。1737年Burkhard Christoph主持的一個重建委員會重新制定了計劃，將城市劃分為5個區，市中心遷移到海軍區。
城市沿著以海军部大厦為中心輻射開去的三條街道發展；這三條街道分別是涅瓦大街（目前的中心道路）；戈羅霍娃街；以及沃茲涅先斯基大街。城市發展的最初60年間，巴洛克風格佔據了統治地位，當中最傑出的代表作即為冬宫。1760年代以降，新古典主义風格建築逐漸成爲潮流。
1810年，亚历山大一世時期，第一所工科高等院校開始興辦。1825年，一批俄罗斯贵族曾在圣彼得堡发动十二月党人起义，但起義很快失敗。
1861年，亚历山大二世废除俄罗斯的农奴制度后，圣彼得堡的工业得到迅速发展，建立了机械、造船、电力、食品等工业，并形成了产业工人阶级。

### 20世纪至今
1905年俄国革命开始于圣彼得堡，并迅速蔓延到全国各省。革命家托洛茨基参与组建了圣彼得堡苏维埃。
在第一次世界大战期间，帝国政府将其改称“彼得格勒”，同样意为“彼得之城”，但以去除德语借词圣和堡。
1917年3月二月革命中沙皇尼古拉二世代表自己与其子退位，结束了俄罗斯君主制和近300年罗曼诺夫王朝的统治。
1917年11月7日（旧历10月25日），布尔什维克在列宁带领下，冲进冬宫，此后该事件被称为十月革命。此次革命导致俄国临时政府结束，所有政权转移归苏维埃，俄国共产党也由此崛起。之后，该市获得了“三次革命之城”的新称呼，指20世纪早期俄罗斯政治史上的三大发展。
1917年9月至10月间，德意志帝国陸军入侵西爱沙尼亚群岛，炮轰并企图入侵彼得格勒。1918年3月12日，苏维埃把中央政府迁到莫斯科。在随后的内战，1919年尤登尼奇将军从爱沙尼亚开始进军，再次尝试占领该城，但托洛茨基调动了军队，迫使他撤退。
1924年1月26日，列宁逝世五天后，经第二次全苏联苏维埃代表大会决定彼得格勒改名为列宁格勒。后来街道和其他地名相应进行了更名。全市与列宁生活活动相关的地点超过230个，有些後來成为博物馆，其中包括阿芙乐尔号巡洋舰，它是十月革命的象征，也是俄罗斯海军中最古老的船。
1920-30年代，列宁格勒的落后的市郊地带按照规划被改造成为市区。政府将住房纳入社会福利之一；很多“资产阶级式”的宅邸被认为太大，大量的家庭被分配到“公共住房”中去。1935年当局出台了新的总体规划，计划将城市往南发展，让市中心远离苏芬边界；经斯大林同意，指定莫斯科大街为未来的列宁格勒的主要街道，在大街南端则会修建新的市政厅，同时近邻市政厅还会修建一个大型广场。但二战之后，苏芬边界向北移动，涅瓦大街和皇宫广场得以保留作为市中心的地位和功能。
1934年，基洛夫在列宁格勒遇刺，由此掀开苏联大清洗的序幕。
在1941年9月8日至1944年1月27日，二戰蘇德戰爭期间，列宁格勒曾经历纳粹德国以及芬蘭軍队長達872天的封锁，列寧格勒圍城战成为了现代历史上时间最长、破坏最严重、伤亡人数最多的围城战之一，1944年蘇聯發起大規模反攻，芬蘭同蘇軍停戰，解除了城市北部威脅，德軍亦在反攻之中潰退，圍城战結束。1945年5月1日，斯大林签署最高统帅命令第20号，命名列宁格勒市与斯大林格勒、塞瓦斯托波尔、敖德萨为伟大卫国战争英雄城市。苏德战争胜利20周年时，苏联最高苏维埃主席团于1965年5月8日颁布法令授予列宁格勒英雄城市列宁勋章与金星勋章，以表彰“在围城战中的英雄抵抗与幸存者的坚韧不拔”。上托着金星标志的英雄城市纪念碑于1985年4月在起義廣場落成。 
1949年到1952年，在列宁格勒发生了苏联著名的列宁格勒案件。
列宁格勒在二战后进行了重建，并且再度成为苏联的工业中心区之一。尽管工人阶级在战后大量涌入，但该城还是保持了文化和艺术中心的地位。同时由于接近芬兰，该城成为苏联时代为数不多的可以直接收看到西方电视节目的城市之一，每年有35万苏联游客经列宁格勒前往芬兰旅游。
1980年代末的列宁格勒市长索布恰克追随俄罗斯总统叶利钦的改革政策，该城在苏联8·19政变时持反对政变的立场。1991年6月12日，该城市民以54%的多数通过了恢复“圣彼得堡”旧名的决议，9月6日生效。
另一方面，聖彼得堡經濟狀況於蘇聯解體後開始惡化。自從1940年以來食物配給再一次引入聖彼得堡，接受國外人道主義糧食援助。俄羅斯攝影師阿列克謝·季塔連科曾拍一系列戲劇性照片。1995年，聖彼得堡地鐵的1号线因水災停止運作，阻礙城市發展將近十年之久。
1996年，弗拉基米爾·雅科夫列夫擊敗阿纳托利·亚历山德洛维奇·索布恰克，當選市長。2000年，弗拉基米爾·雅科夫列夫贏得連任，但在2003年突然辭職。
雖然聖彼得堡中央區域受到聯合國教科文組織指定，但其歷史與建築保護產生爭議。2005年後，市政府允許歷史建築拆遷。2006年，俄羅斯天然氣工業公司宣布一項雄心勃勃計劃，將建造396米高的摩天大樓，可能會導致聖彼得堡天際線產生劇變。俄羅斯民眾於這個計畫不太接受，2010年12月，總理梅德韋傑夫決定為該計畫尋找一個更合適的建造位置。

## 地理

### 地理位置和水文
聖彼得堡位於芬蘭灣的最入處。為大涅瓦河和小涅瓦河匯聚的三角洲地帶，在18世紀初，這裡還是一片沼澤。隨著聖彼得堡市的建造，人工運河在市內縱橫交錯，這些運河是在叶卡捷琳娜二世時期開鑿，以舒緩因芬蘭灣水淺而倒灌进入聖彼得堡的海水。圣彼得堡共有42个小岛，由423座桥梁连接。聖彼得堡市區海拔高度多變，最高點約海拔175.9米（577英尺），市區鑄造廠大街西部邊界海拔則不超過4米（13英尺），多次因洪水造成災害。聖彼得堡的洪水由波羅的海發生的長浪導致涅瓦灣水位高漲所造成。四次洪水災難先在1824年（洪水淹至海拔422厘米高，超過三百建築被毀）、1924年（洪水淹至海拔380厘米高）、1955年（洪水淹至海拔293厘米高）與1975年（洪水淹至海拔281厘米高）發生。為防止洪水侵襲，聖彼得堡大壩已經建造完成。

### 政治地圖位置
就戰略觀點而言，聖彼得堡是波羅的海艦隊的根據地，也是俄羅斯在波羅的海沿岸的唯一軍港；然而俄羅斯海軍一旦從聖彼得堡出港，會面臨芬蘭、愛沙尼亞、拉脫維亞、立陶宛、瑞典、丹麥、波蘭等國北約軍隊的圍堵，相較於莫曼斯克與海參崴等少有敵人威脅的港灣，不適合以海軍力量進行突破，故俄羅斯為了控制波羅的海，保障聖彼得堡的出入通道安全，必須仰賴陸空軍向周遭國家施予壓力。

### 气候
聖彼得堡為溫帶大陸性濕潤氣候。聖彼得堡7月平均高溫為23°C（73°F），史上最高溫37.1°C（98.8°F）發生於2010年北半球夏季熱浪期間。1883年，聖彼得堡紀錄到史上最低溫-43°C（-45°F），年平均温度為5.8°C（42.4°F）。市區的涅瓦河通常在11月至12月凍結，在4月解凍。12月至3月間，平均有118天會有積雪，2月平均積雪深度達到19厘米。聖彼得堡無霜期持續時間平均為135天。聖彼得堡氣候比郊區稍暖一些。聖彼得堡天氣全年變化很大。
| 圣彼得堡（1991-2020年平均数据，1743年至今极端数据） | 圣彼得堡（1991-2020年平均数据，1743年至今极端数据） | 圣彼得堡（1991-2020年平均数据，1743年至今极端数据） | 圣彼得堡（1991-2020年平均数据，1743年至今极端数据） | 圣彼得堡（1991-2020年平均数据，1743年至今极端数据） | 圣彼得堡（1991-2020年平均数据，1743年至今极端数据） | 圣彼得堡（1991-2020年平均数据，1743年至今极端数据） | 圣彼得堡（1991-2020年平均数据，1743年至今极端数据） | 圣彼得堡（1991-2020年平均数据，1743年至今极端数据） | 圣彼得堡（1991-2020年平均数据，1743年至今极端数据） | 圣彼得堡（1991-2020年平均数据，1743年至今极端数据） | 圣彼得堡（1991-2020年平均数据，1743年至今极端数据） | 圣彼得堡（1991-2020年平均数据，1743年至今极端数据） | 圣彼得堡（1991-2020年平均数据，1743年至今极端数据） |
| 月份                                                | 1月                                                 | 2月                                                 | 3月                                                 | 4月                                                 | 5月                                                 | 6月                                                 | 7月                                                 | 8月                                                 | 9月                                                 | 10月                                                | 11月                                                | 12月                                                | 全年                                                |
| --------------------------------------------------- | --------------------------------------------------- | --------------------------------------------------- | --------------------------------------------------- | --------------------------------------------------- | --------------------------------------------------- | --------------------------------------------------- | --------------------------------------------------- | --------------------------------------------------- | --------------------------------------------------- | --------------------------------------------------- | --------------------------------------------------- | --------------------------------------------------- | --------------------------------------------------- |
| 历史最高温 °C（°F）                                 | 8.7 (47.7)                                          | 10.2 (50.4)                                         | 15.3 (59.5)                                         | 25.3 (77.5)                                         | 33.0 (91.4)                                         | 35.9 (96.6)                                         | 35.3 (95.5)                                         | 37.1 (98.8)                                         | 30.4 (86.7)                                         | 21.0 (69.8)                                         | 12.3 (54.1)                                         | 10.9 (51.6)                                         | 37.1 (98.8)                                         |
| 平均高温 °C（°F）                                   | −2.5 (27.5)                                         | −2.4 (27.7)                                         | 2.3 (36.1)                                          | 9.5 (49.1)                                          | 16.3 (61.3)                                         | 20.5 (68.9)                                         | 23.3 (73.9)                                         | 21.4 (70.5)                                         | 15.9 (60.6)                                         | 8.7 (47.7)                                          | 2.8 (37.0)                                          | −0.5 (31.1)                                         | 9.6 (49.3)                                          |
| 日均气温 °C（°F）                                   | −4.8 (23.4)                                         | −5.0 (23.0)                                         | −1.0 (30.2)                                         | 5.2 (41.4)                                          | 11.5 (52.7)                                         | 16.1 (61.0)                                         | 19.1 (66.4)                                         | 17.4 (63.3)                                         | 12.4 (54.3)                                         | 6.2 (43.2)                                          | 0.9 (33.6)                                          | −2.5 (27.5)                                         | 6.3 (43.3)                                          |
| 平均低温 °C（°F）                                   | −7.2 (19.0)                                         | −7.6 (18.3)                                         | −4.0 (24.8)                                         | 1.7 (35.1)                                          | 7.2 (45.0)                                          | 12.2 (54.0)                                         | 15.3 (59.5)                                         | 13.9 (57.0)                                         | 9.4 (48.9)                                          | 4.1 (39.4)                                          | −0.9 (30.4)                                         | −4.5 (23.9)                                         | 3.3 (37.9)                                          |
| 历史最低温 °C（°F）                                 | −35.9 (−32.6)                                       | −35.2 (−31.4)                                       | −29.9 (−21.8)                                       | −21.8 (−7.2)                                        | −6.6 (20.1)                                         | 0.1 (32.2)                                          | 4.9 (40.8)                                          | 1.3 (34.3)                                          | −3.1 (26.4)                                         | −12.9 (8.8)                                         | −22.2 (−8.0)                                        | −34.4 (−29.9)                                       | −35.9 (−32.6)                                       |
| 平均降水量 mm（）                                   | 46 (1.8)                                            | 36 (1.4)                                            | 36 (1.4)                                            | 37 (1.5)                                            | 47 (1.9)                                            | 69 (2.7)                                            | 84 (3.3)                                            | 87 (3.4)                                            | 57 (2.2)                                            | 64 (2.5)                                            | 56 (2.2)                                            | 51 (2.0)                                            | 670 (26.4)                                          |
| 平均最大雪深 cm（）                                 | 15 (5.9)                                            | 19 (7.5)                                            | 14 (5.5)                                            | 1 (0.4)                                             | 0 (0)                                               | 0 (0)                                               | 0 (0)                                               | 0 (0)                                               | 0 (0)                                               | 0 (0)                                               | 3 (1.2)                                             | 9 (3.5)                                             | 19 (7.5)                                            |
| 平均降雨天数                                        | 9                                                   | 7                                                   | 10                                                  | 13                                                  | 16                                                  | 18                                                  | 17                                                  | 17                                                  | 20                                                  | 20                                                  | 16                                                  | 10                                                  | 173                                                 |
| 平均降雪天数                                        | 25                                                  | 23                                                  | 16                                                  | 8                                                   | 1                                                   | 0.1                                                 | 0                                                   | 0                                                   | 0.1                                                 | 5                                                   | 16                                                  | 23                                                  | 117                                                 |
| 平均相對濕度（％）                                  | 86                                                  | 84                                                  | 79                                                  | 69                                                  | 65                                                  | 69                                                  | 71                                                  | 76                                                  | 80                                                  | 83                                                  | 86                                                  | 87                                                  | 78                                                  |
| 月均日照時數                                        | 22                                                  | 54                                                  | 125                                                 | 180                                                 | 260                                                 | 276                                                 | 267                                                 | 213                                                 | 129                                                 | 70                                                  | 27                                                  | 13                                                  | 1,636                                               |
| 来源1：Погода и Климат                              |                                                     |                                                     |                                                     |                                                     |                                                     |                                                     |                                                     |                                                     |                                                     |                                                     |                                                     |                                                     |                                                     |
| 来源2：NOAA (sun 1961–1990)                         |                                                     |                                                     |                                                     |                                                     |                                                     |                                                     |                                                     |                                                     |                                                     |                                                     |                                                     |                                                     |                                                     |

## 人口
2013年圣彼得堡市人口为5,028,000人。2013年3月平均收入为36,375卢布（约合846欧元）。该城居民主要为俄罗斯族（占92.5%），其他还有乌克兰人（1.5%）、犹太人（0.6%）、白俄罗斯人（0.9%）和鞑靼人（0.7%）。其他居民占3.8%，包括芬兰人、爱沙尼亚人、日耳曼人、波兰人、越南人、华人等。

### 統計數據（2012年）
- 出生人數：62,343（千分之12.6）
- 死亡人數：61,910（千分之12.5）[28]
- 總生育率：[29]

2009 - 1.34 | 2010 - 1.38 | 2011 - 1.38 | 2012 - 1.48 | 2013 - 1.49

## 政府
聖彼得堡是一個俄羅斯聯邦主體。聖彼得堡政治組織結構遵循1998年通過的聖彼得堡憲章（Законода́тельное собра́ние Санкт-Петербу́рга）。聖彼得堡市政府負責聖彼得堡的行政運作。聖彼得堡有一個一院制立法機關：聖彼得堡立法院（Законода́тельное собра́ние Санкт-Петербу́рга）。
聖彼得堡市目前分為18區。聖彼得堡也是列寧格勒州及西北聯邦區行政中心。2008年5月，俄羅斯憲法法院從莫斯科遷至聖彼得堡。
聖彼得堡和列寧格勒州是兩個不同的聯邦主體，但是共同分享一些地方及聯邦行政機構，例如仲裁法庭、警察機構、聯邦安全局、郵政服務、緝毒機構、監獄及其他聯邦服務。

## 經濟

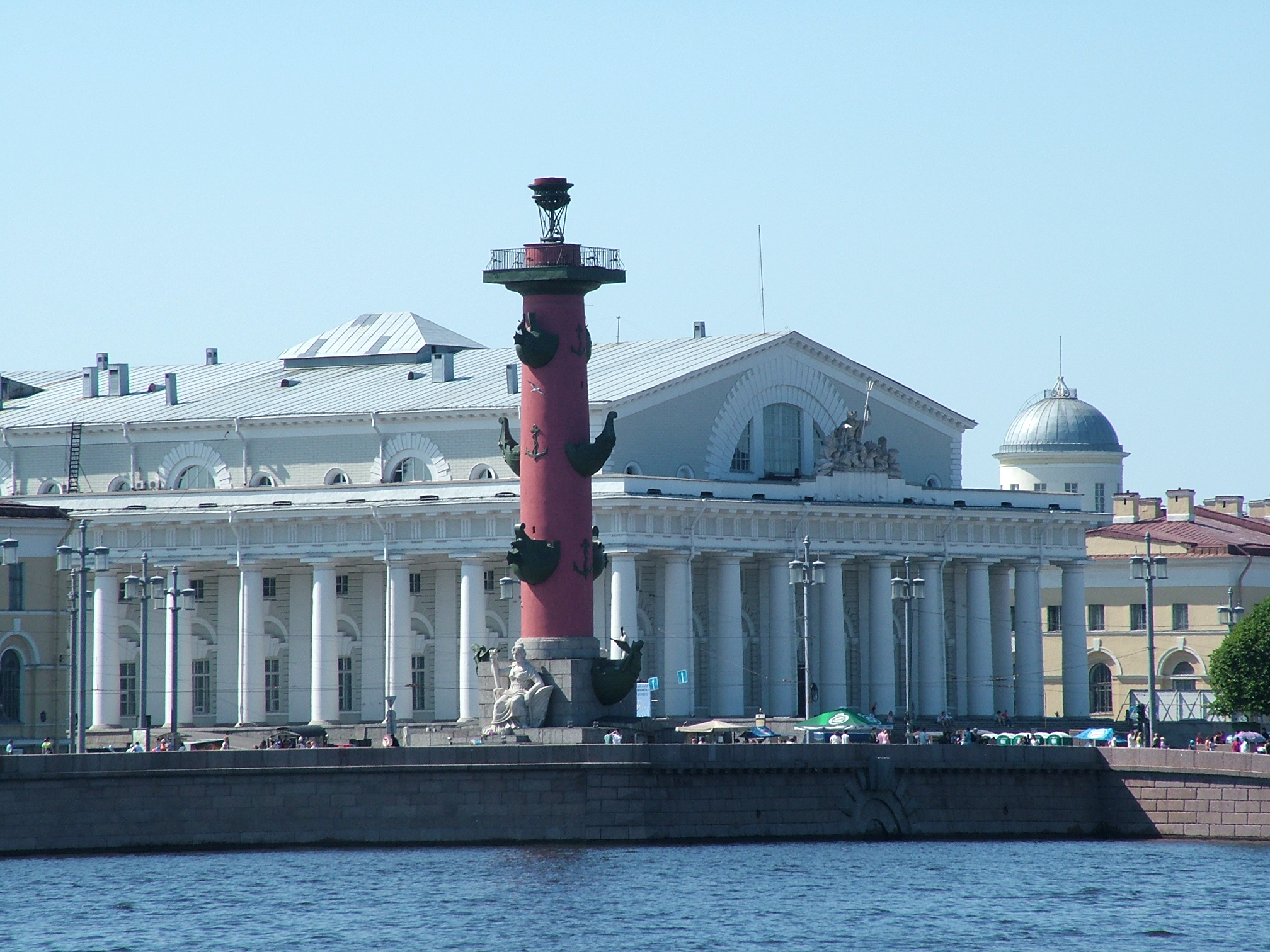
舊聖彼得堡證券交易所

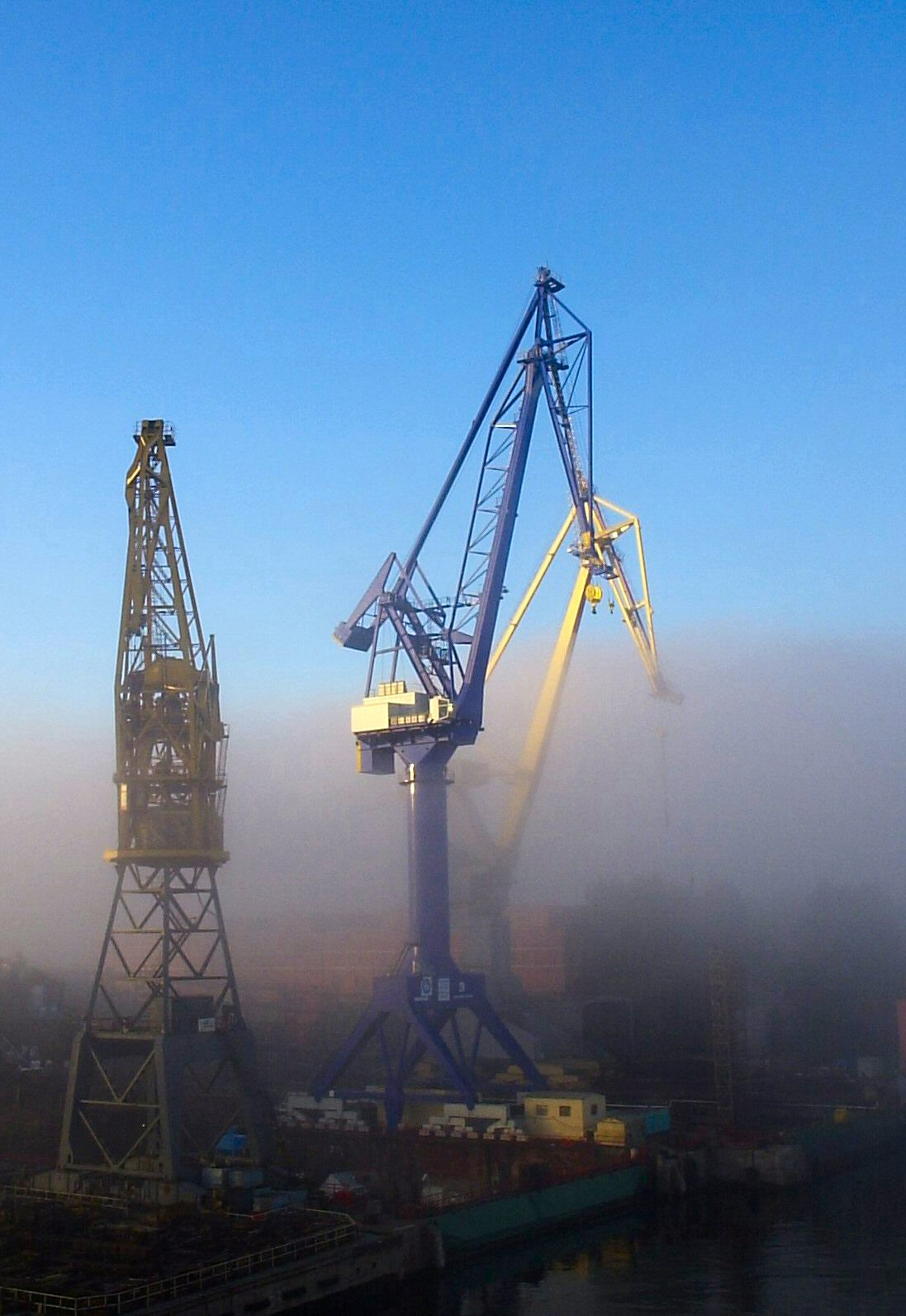
聖彼得堡港口

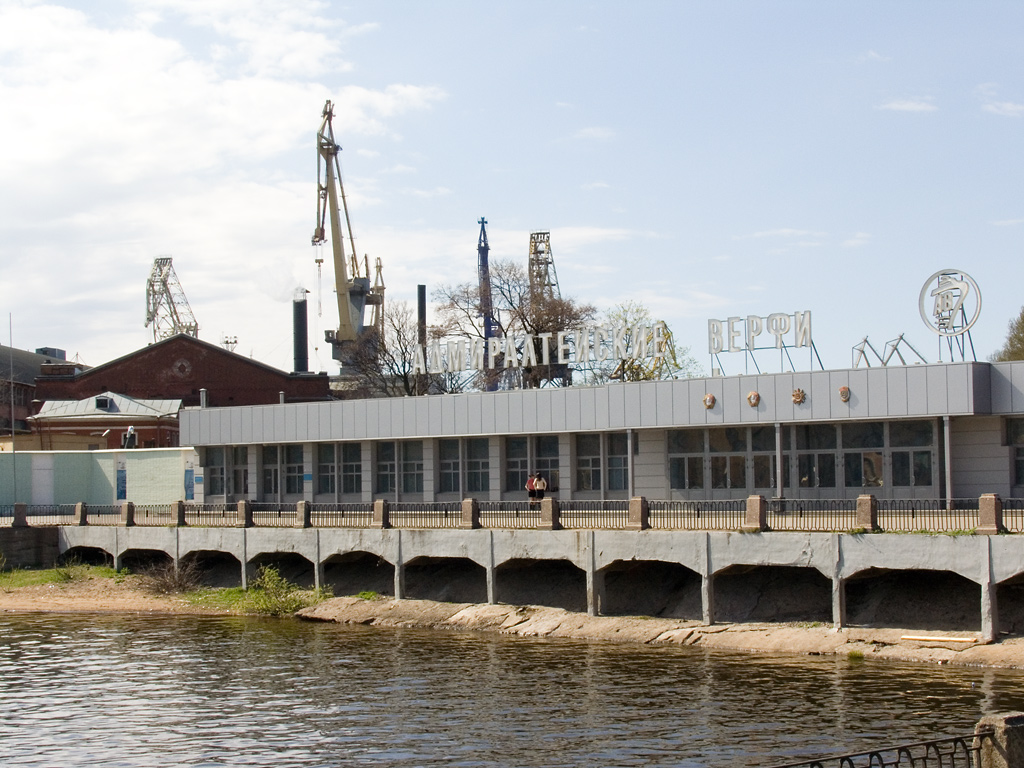
海軍部造船廠

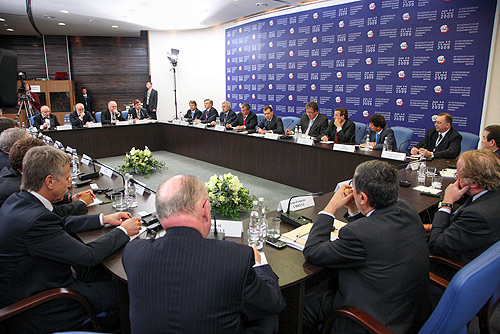
聖彼得堡國際經濟論壇

聖彼得堡是俄羅斯重要的國際貿易門戶，專門從事石油、天然氣、造船、金融、工業、航空太空業、廣播和電子產品、軟件和計算機、機械製造、重型機械、運輸（包含坦克及其他軍事裝備）、礦業、設備製造、金屬冶煉、化學品、藥品、醫療器械、出版印刷業、食品、餐飲、批發零售、紡織和服飾等諸多行業。聖彼得堡也是俄羅斯兩大先驅汽車製造商之一Lessner的根據地，該公司在1904年由機床及鍋爐製造商GA Lessner所成立，直到1910年為止。
聖彼得堡有三個大型貨運港口：聖彼得堡港、喀瑯施塔得港和羅蒙諾索夫港。國際郵輪的客運港口Morskoy Vokzal位在瓦西里島西南部。2008年，新客運港兩個泊位啟用。新港口是城市海洋開發計畫的一部分，有7個泊位在2010年營運。
涅瓦河兩岸的複雜系統與海港相通，使聖彼得堡成為波羅的海樞紐，俄羅斯其他地區藉由伏爾加─波羅的海水路可以抵達波羅的海。
聖彼得堡造幣廠成立於1724年，是世界上最大造幣廠之一，製造俄羅斯硬幣、獎章和徽章。聖彼得堡也是歷史最悠久，規模最大的俄羅斯鑄造場Monumentskulptura所在地。
2007年，豐田汽車投資50億盧布（約200億美元）於聖彼得堡南部郊區Shushary，歐寶汽車、現代汽車、日產汽車與俄羅斯政府簽署協議，也建立自己的汽車廠。
聖彼得堡是啤酒和釀酒業重鎮，被稱為俄羅斯“啤酒之都”。其五個大型釀酒廠，包括歐洲第二大啤酒廠Baltika、Vena、喜力啤酒、斯捷潘·拉辛、Tinkoff啤酒廠貢獻國內生產的啤酒30％以上。
聖彼得堡有很多當地的釀酒廠生產伏特加酒品牌。2007年，LIVIZ生產伏特加酒出口到70多個國家。聖彼得堡擁有俄羅斯第二大建築業，包括商業、住宅和道路建設。
2006年，聖彼得堡市預算為1,799億盧布，並預計在2012年翻倍。地區生產總值在2005年為6,679億俄羅斯盧布在俄羅斯排名第4，位居莫斯科、秋明州及莫斯科州之後，人均收入為145,503.3盧布（約5,143.6美元），名列俄羅斯聯邦主體第12位。聖彼得堡產業結構是以零售、批發和修理服務（24.7％）、加工業（20.9％）、交通和通訊業（15.1％）為主。
2009年，聖彼得堡市預算收入達2,943億盧布，支出為3,363億盧布，預算赤字達約420億盧布。

## 城市景观

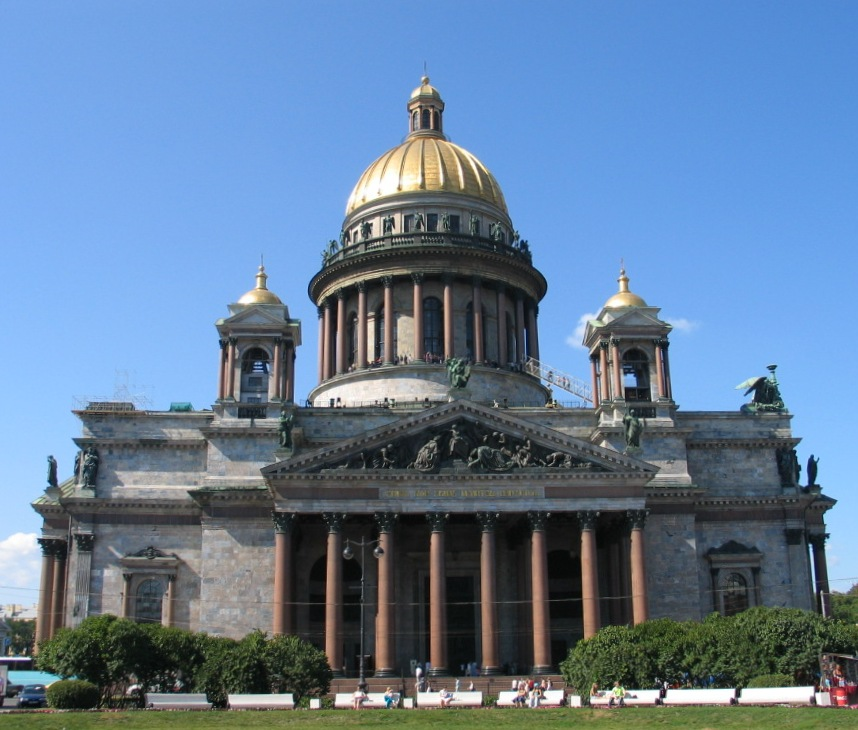
圣以撒大教堂

圣彼得堡没有摩天大楼，其天际线相对较低。现行法规禁止在市中心建造高层建筑。高310-（1,020-英尺）的圣彼得堡电视塔是该市最高的建筑，而高122.5米的彼得保罗大教堂是市区迄今为止最高的建筑。不过，有一个有争议的项目，得到了城市当局的认可，称为Okhta中心，将建造一座396米高的超高层摩天大楼。由于预期的建设带来的威胁，2008年，世界文化遗产基金将圣彼得堡的历史天际线列入100个最濒危的地点的观察名单。

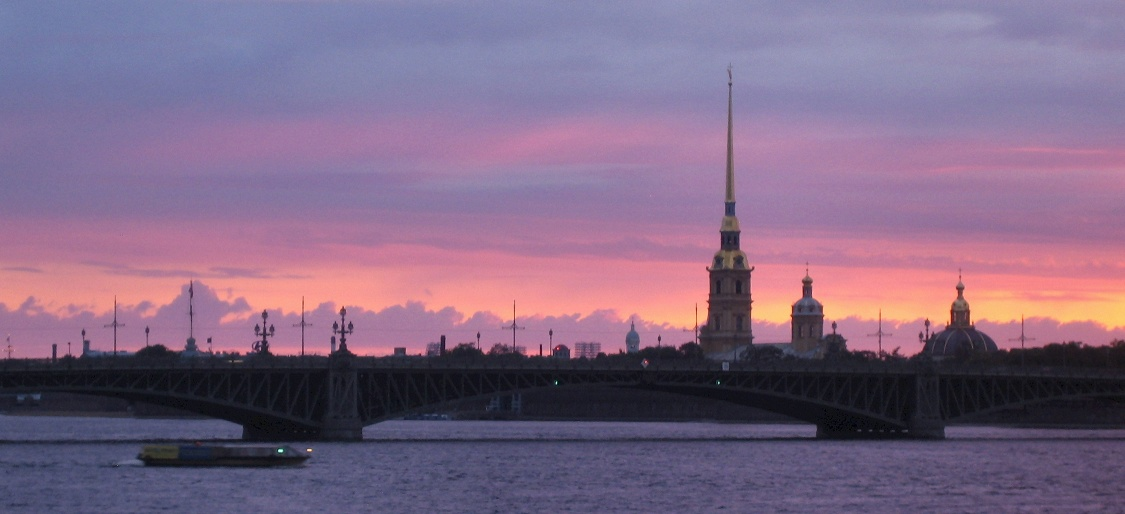
圣三一桥

不像在莫斯科，在圣彼得堡市中心的历史建筑，大部分是18和19世纪的巴洛克和新古典主义建筑，基本得到保留；虽然许多建筑在布尔什维克夺取政权后、列宁格勒围城战，以及最近的年间被拆毁。1703年彼得一世的木屋，位于涅瓦河边，位于夏园，二战被毁，现为重建的一座一层小房子。1991年，圣彼得堡和列宁格勒州的圣彼得堡历史中心及二战遗迹相关纪念建筑群被联合国教科文组织列为世界遗产。
在涅瓦河右岸的兔岛的显赫位置，是彼得保罗要塞和圣彼得堡最高的教堂彼得保罗大教堂。每天中午要塞仍会鸣炮。圣彼得堡清真寺是欧洲最大的清真寺，开放于1913年，位于附近的右岸。瓦西里岛将涅瓦河分为两道：大涅瓦河和小涅瓦河，通过交易所桥连接到北岸（彼得格勒岛）的旧圣彼得堡证券交易所。瓦西里岛南岸沿大涅瓦河有一些该市最古老的建筑，可以追溯到18世纪，包括人类学与民族学博物馆（主要为东亚国家，里面都为私人抢来的，交给国家）、十二學院（圣彼得堡国立大学的两个校区之一）、缅希科夫宫和帝國藝術學院。

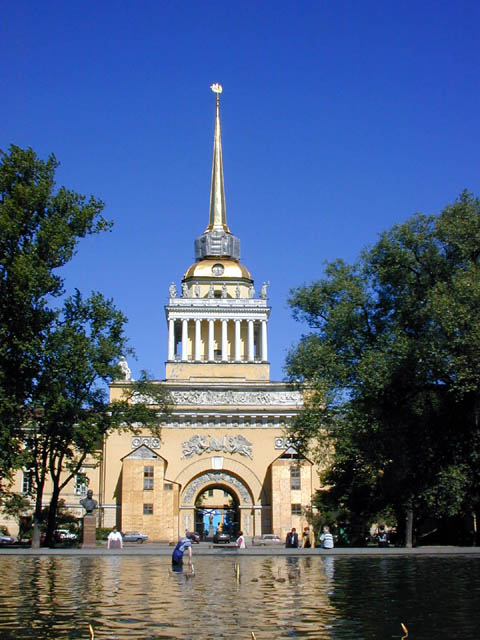
海军部大厦

在瓦西里岛南面的涅瓦河左岸，经过宫廷桥，便是海军部大厦，庞大的埃尔米塔日博物馆建筑群沿着宫廷滨河路伸展，包括巴洛克风格的冬宫，原为俄罗斯帝国的皇宫，以及新古典主义的大理石宫。冬宫前为半圆形的该市主要广场冬宫广场，以及亚历山大柱。

格里博耶多夫运河

涅瓦大街也坐落在涅瓦河左岸，是该市的主要大道。它始于冬宫广场旁的海军部大厦，向东穿过莫伊卡河（绿桥）、格里博耶多夫运河（喀山桥）、花园街（Sadovaya ul）、丰坦卡河（阿尼奇科夫桥），与铸造厂大街相交，继续前行到达莫斯科车站旁的起义广场，在此与利戈夫斯基大街相交，并转向亚历山大·涅夫斯基修道院。百事吉（Пассаж）商业街、天主教聖加大利納堂、胜家大厦（新艺术运动风格）、欧罗巴大饭店、路德会圣彼得圣保罗教堂、高尔基市场、俄罗斯国家图书馆、亚历山大剧院及前面的凯瑟琳大帝雕像、喀山大教堂（由沙皇保罗一世下令仿照罗马圣伯多禄大殿建造。十月革命后成为“反宗教博物馆”）、斯特罗加诺夫宫、安奇科夫宫和贝洛萨尔斯基-贝洛泽尔斯基府都位于这条大道沿线。
亚历山大·涅夫斯基修道院保存亚历山大·涅夫斯基的遗骸，是俄罗斯基督教教育的重要中心。修道院内的季赫温墓地，安葬着陀思妥耶夫斯基、柴可夫斯基等许多著名的圣彼得堡人。 
在涅瓦河与涅瓦大街之间，有基督喋血大教堂（修建于亚历山大二世的遇刺地点之上。外观与红场的瓦西里·勃拉仁内教堂相似）；米哈伊洛夫宫，保罗一世刚搬入这座新建的宫殿40夜就被暗杀，现为俄罗斯博物馆分馆；战神广场；主显圣容大教堂（是俄罗斯罕见的从未停止礼拜的教堂）；夏园；塔夫利宫，为叶卡捷琳娜二世情夫波将金的豪华府邸，二月革命后俄罗斯国家杜马所在地；斯莫尔尼宫，即斯莫尔尼女子学校，十月革命中成为革命的指挥中枢，现为圣彼得堡市长办公地；以及斯莫尔尼修道院。

在海军部大厦的西部和南部，也有许多著名的地标，包括圣以撒大教堂（圣彼得堡最大的教堂），三一大教堂、马林斯基宫、阿斯托利亚饭店、马林斯基剧院（创建于1730年，俄罗斯最著名的歌剧和芭蕾舞剧都在这里上演）、尤苏波夫宫（1916年拉斯普京在此被谋杀）、新荷兰岛、以及枢密院广场（1925年到2008年称为十二月党人广场），广场上的18世纪彼得大帝青铜骑士像，被视为该市最知名的标志。

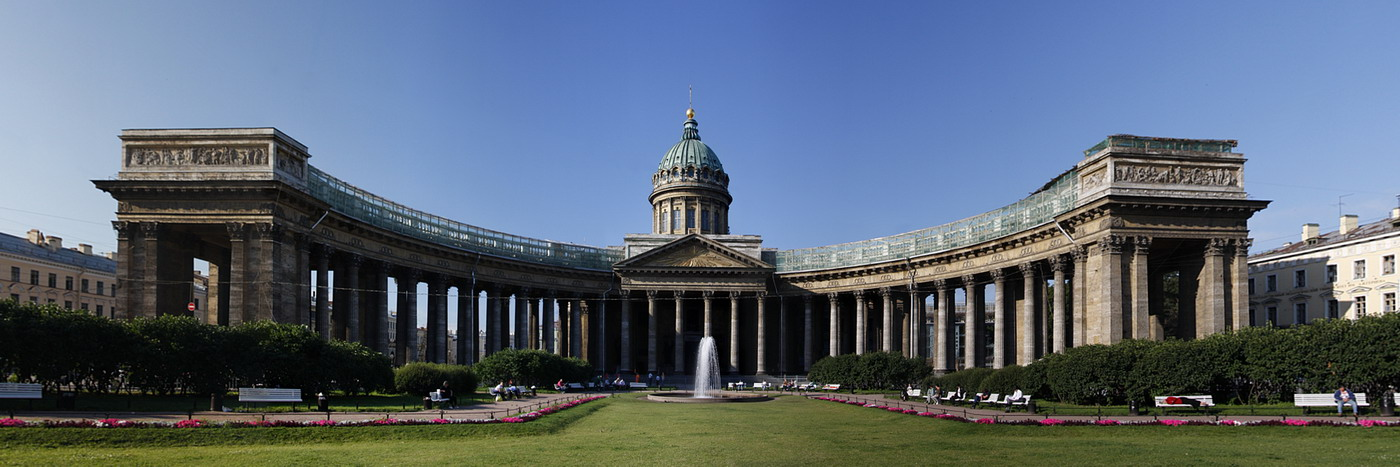
喀山大教堂

圣彼得堡的其他标志还有两个风向标：海军部大厦的金色尖塔顶部的小船，以及彼得保罗大教堂顶部顶部的金色天使。宫廷桥在夜晚的开合桥是该市另一个标志。在4月到11月的通航期间，每个晚上，涅瓦河和主要运河上的22座桥梁会打开，让船只得以进出波罗的海。直到2004年，涅瓦河上第一座不需要开合的大奧布霍夫斯基橋开通。在圣彼得堡有数百座小桥，跨越无数的运河和涅瓦河的支流，其中最著名的有莫伊卡河、丰坦卡河、格里博耶多夫运河、Obvodny运河、卡尔彼夫卡河和斯莫伦卡河。由于错综复杂的运河，圣彼得堡常被称为“北方威尼斯”。市中心的河流和运河两岸设置了花岗岩堤防和铸铁栏杆。
该市的南郊有一些昔日的皇家住所，例如彼得宫城的彼得宫，又名“夏宫”，坐落在圣彼得堡以西29公里的芬兰湾，是彼得大帝的夏日皇宫，主要建筑有大宫殿（Большой дворец）和蒙普莱西尔宫（дворец Монплезир），该宫殿以其直通芬兰湾的喷泉阶梯和园林内众多设计巧妙的喷泉而闻名，二战期间被德军全部炸毁。皇村，现名“普希金市”，位于圣彼得堡以南25公里，内有巴洛克风格的叶卡捷琳娜宫和新古典主义的亚历山大宫等建筑，叶卡捷琳娜宫内的琥珀屋曾被誉为“世界第八大奇迹”，二战期间被德军全部炸毁，现为复制品。巴甫洛夫斯克宫位于圣彼得堡以南30公里，由苏格兰建筑师查尔斯·卡梅隆为保罗一世沙皇建造，其附属园林是俄国最大的公园，被誉为“世界上最好的花园之一”，欧洲最大的英式花园之一。在圣彼得堡以南50公里的加特契纳（属于列宁格勒州而不是圣彼得堡），有沙皇保罗一世的行宫，是世界遗产的一部分。另一个值得注意的郊区是喀琅施塔得及其19世纪的防御工事和海军纪念碑，座落在芬兰湾口的科特林岛。

### 博物馆

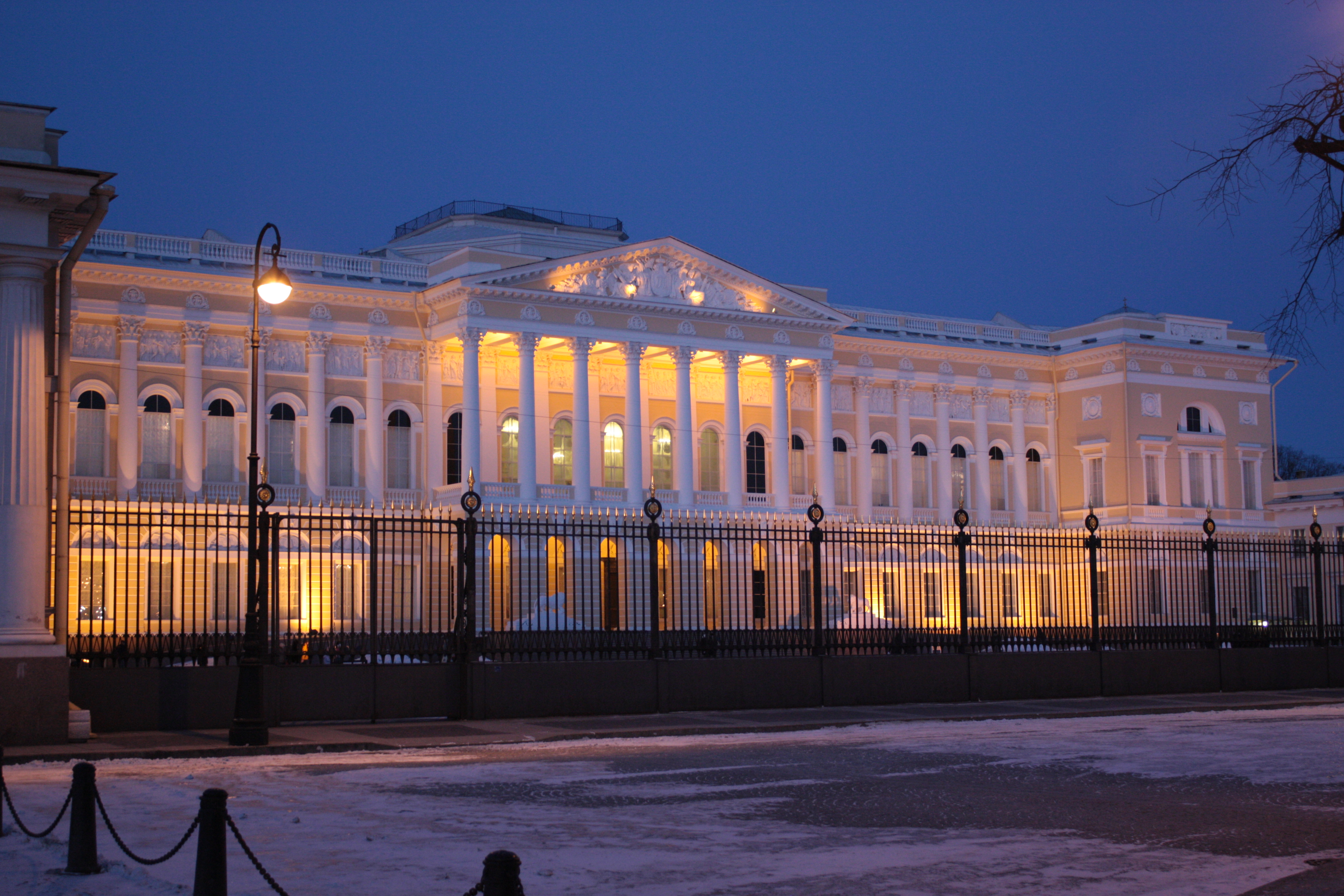
俄罗斯博物馆

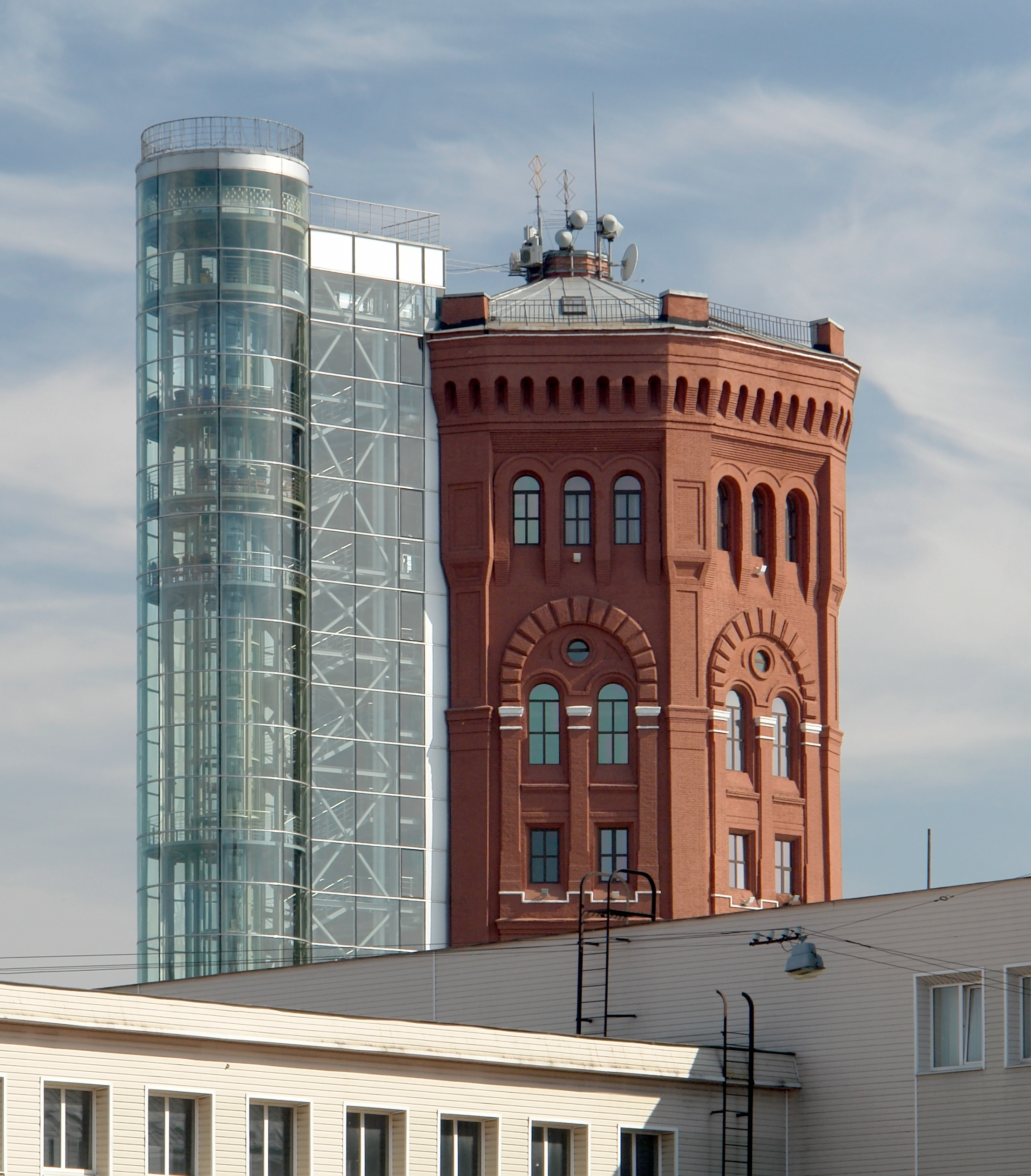
自來水博物館

圣彼得堡拥有200多座博物馆，其中有许多都设于历史建筑内。最大的博物馆是埃尔米塔日博物馆，为前皇家宫殿，拥有大量的艺术收藏。俄罗斯博物馆是一座专门展出俄国美术作品的大型博物馆。一些著名的圣彼得堡人，包括亚历山大·普希金、费奥多尔·陀思妥耶夫斯基、尼古拉·里姆斯基-科萨科夫、亚历山大·勃洛克、弗拉基米爾·納博可夫、安娜·阿赫玛托娃、米哈伊尔·米哈伊洛维奇·左琴科、约瑟夫·布罗茨基的故居，以及一些南郊的宫殿和著名建筑如圣以撒大教堂，也被纳入公共博物馆。
艾拉尔塔博物馆是俄罗斯规模最大的私立当代艺术博物馆。馆中收藏了来自俄罗斯几十个地区的150多位艺术家的超过2000多份创造于20世纪后期和21世纪初期的作品。
艺术房间由彼得大帝建立于1714年，收集来自世界各地的珍品，有时被认为是在俄罗斯的第一个博物馆，已演变成现今的彼得大帝人类学与民族学博物馆（Музея антропологии и этнографии）。俄罗斯民族学博物馆，系由俄罗斯博物馆分出，专门俄罗斯、前苏联和俄罗斯帝国人民的文化。
其他著名的博物馆包括中央海军博物馆，设在旧圣彼得堡证券交易所大楼内；艾拉尔塔博物馆；动物学博物馆；铁路博物馆；列宁格勒保卫战博物馆（Музей обороны Ленинграда）；圣彼得堡历史博物馆，在彼得保罗要塞内；以及炮兵，工兵和通信兵军事历史博物馆。

### 公园

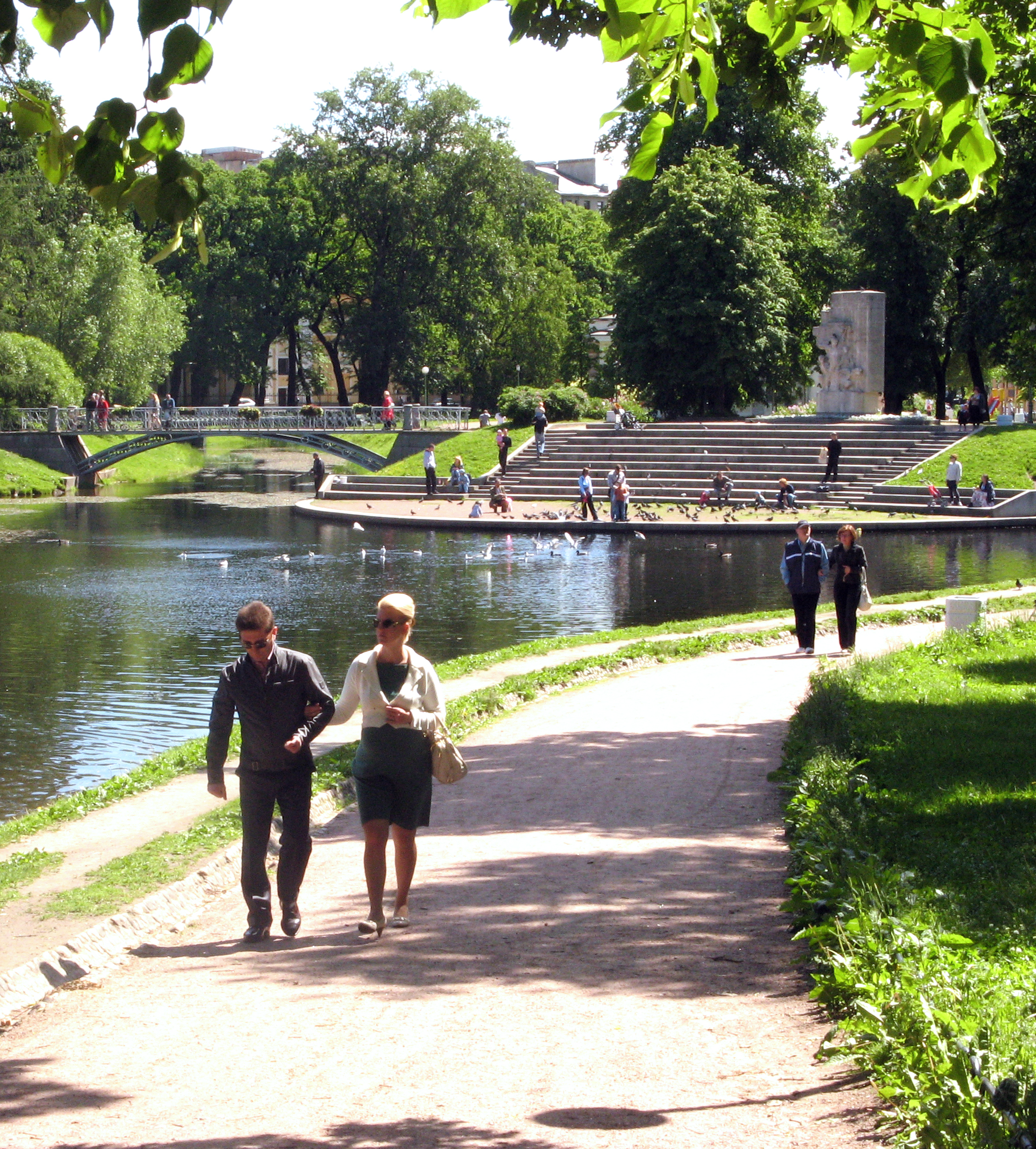
塔夫利花园

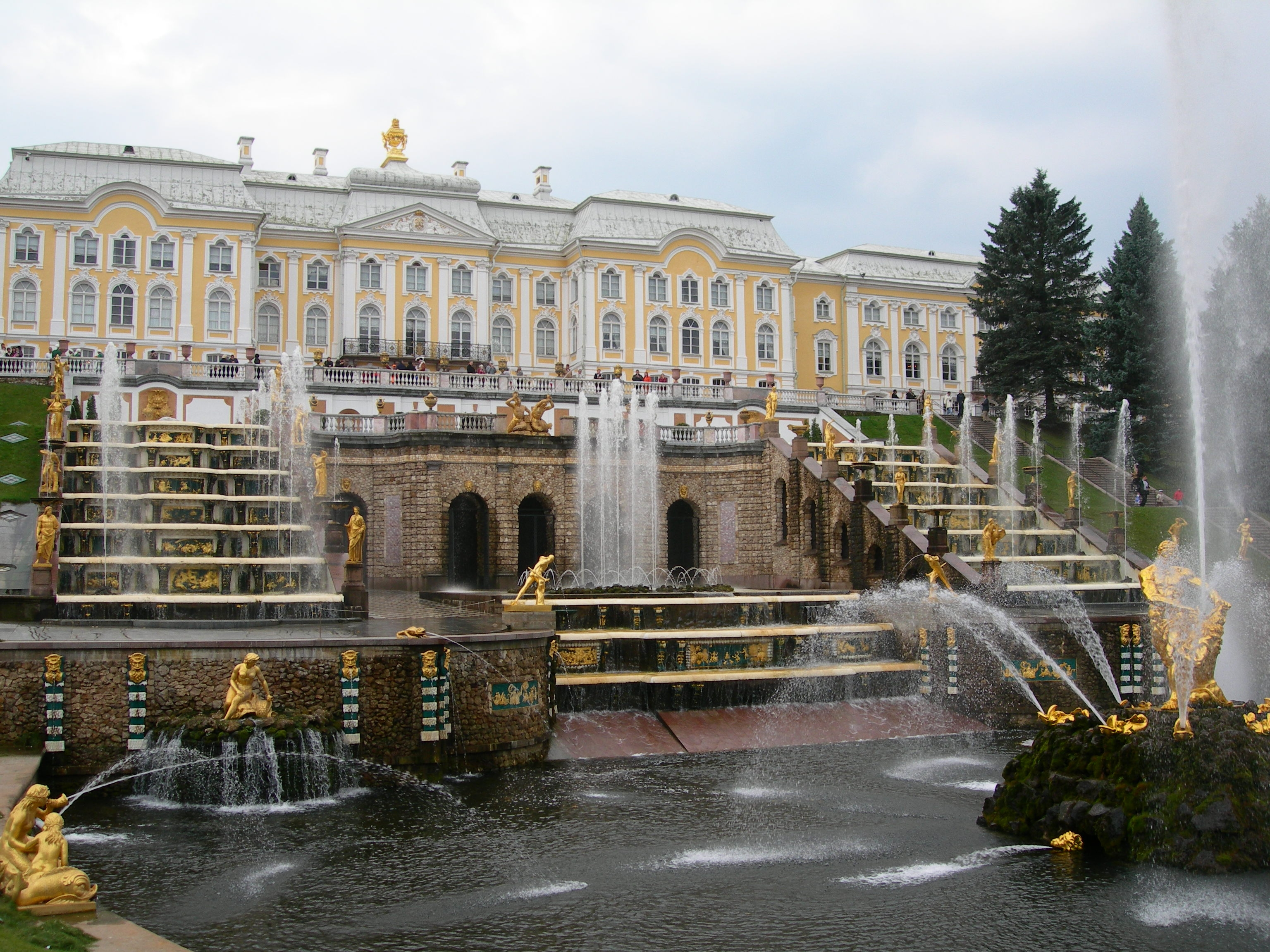
彼得宫大水法

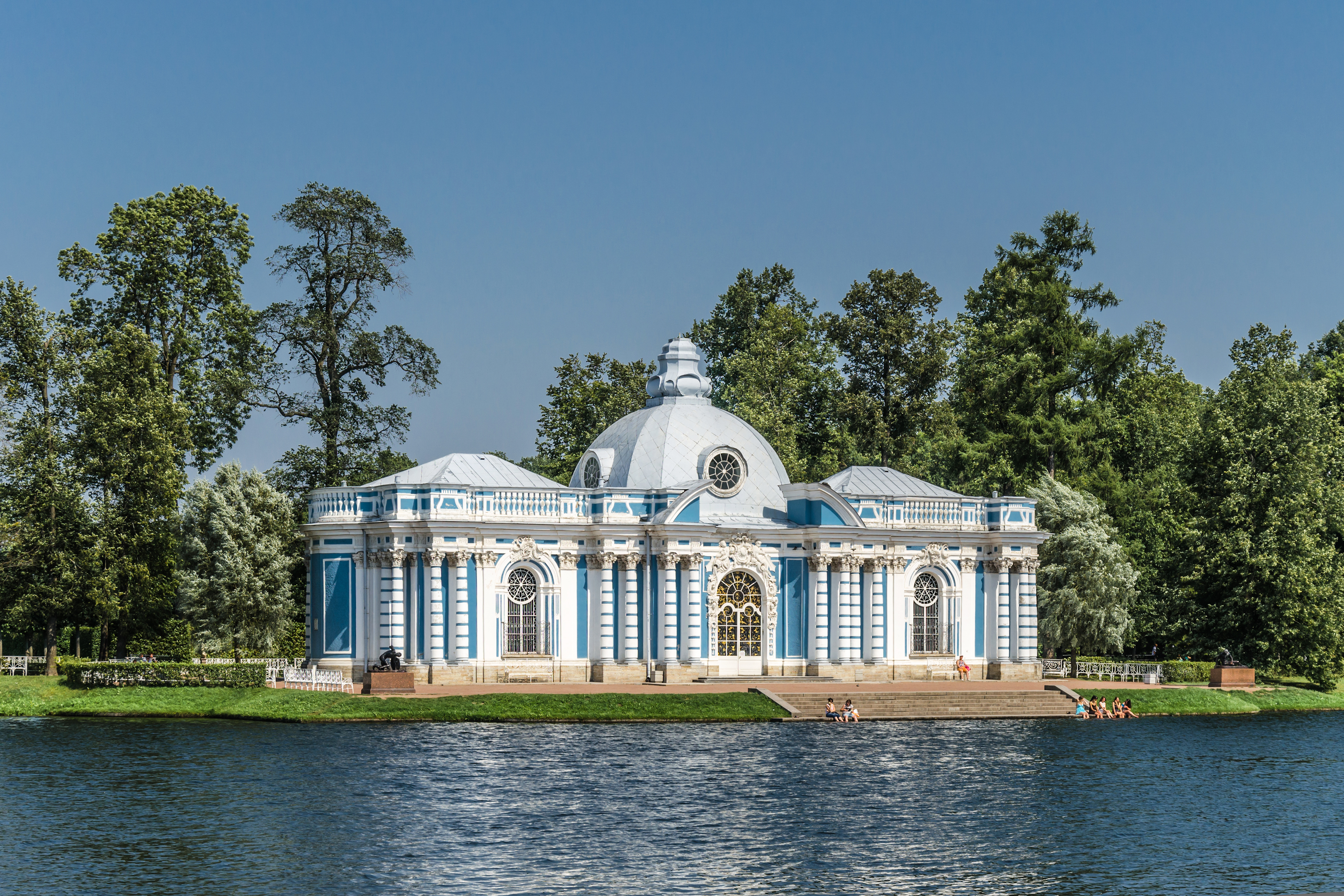
位於聖彼得堡聖彼得堡沙皇鎮凱薩琳公園

圣彼得堡拥有众多的公园和花园，其中最有名的一些坐落在南郊，包括巴甫洛夫斯克欧洲最大的英式园林之一。Sosnovka是圣彼得堡市内最大的公园，占地240240公顷。夏园（是最古老的花园，建于18世纪初，其中有一座两层的小木屋，为彼得大帝初建圣彼得堡时的住处。它座落在涅瓦河南岸，丰坦卡河河口。以铸铁栏杆，大理石雕塑而闻名。初建时有喷泉，流经的运河“喷泉河”以此得名。
其他著名公园还有克列斯托夫斯基岛上的海岸胜利公园以及南部的莫斯科胜利公园，都是为了纪念在第二次世界大战中战胜纳粹德国，以及叶拉金岛上的中央文化休息公园，和塔夫利宫周围的塔夫利花园。公园内常见的树种有夏櫟、挪威枫、美国红梣、垂枝桦、新疆落叶松、爆竹柳、椴树和杨树。

### 其他
- 保罗要塞（павловские крепости）：又名“工程师棱堡”（Инженерный замок），位于夏园旁边。为沙皇保罗一世修建，也是保罗一世的遇刺地。
- 奧拉寧鮑姆宮：位于彼得宫城以西12公里，由彼得大帝宠臣、圣彼得堡市长亚历山大·缅什科夫修建，内有大宫殿、中国宫等建筑
- 切斯马教堂以1770年俄国舰队打败土耳其海军的切斯马海战命名，外观红白相间的条纹，十分醒目。
- 参孙大教堂
- 施洗约翰教堂（Церковь Иоана-Предтечи）
- 阿芙乐尔号巡洋舰
- 皮斯卡廖夫公墓（Пискарёвское мемориальное кладбище）

## 交通

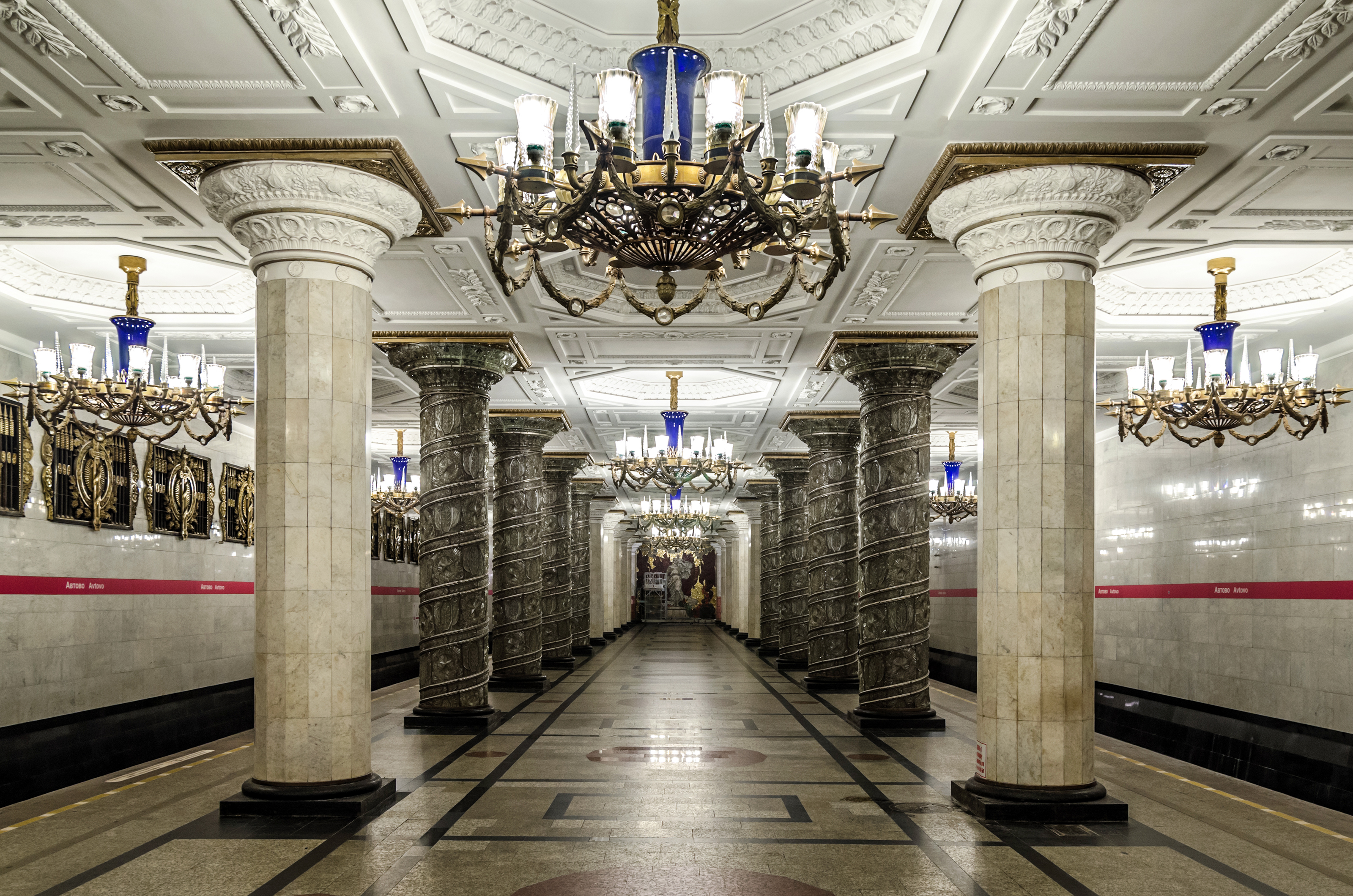
聖彼得堡地鐵車站

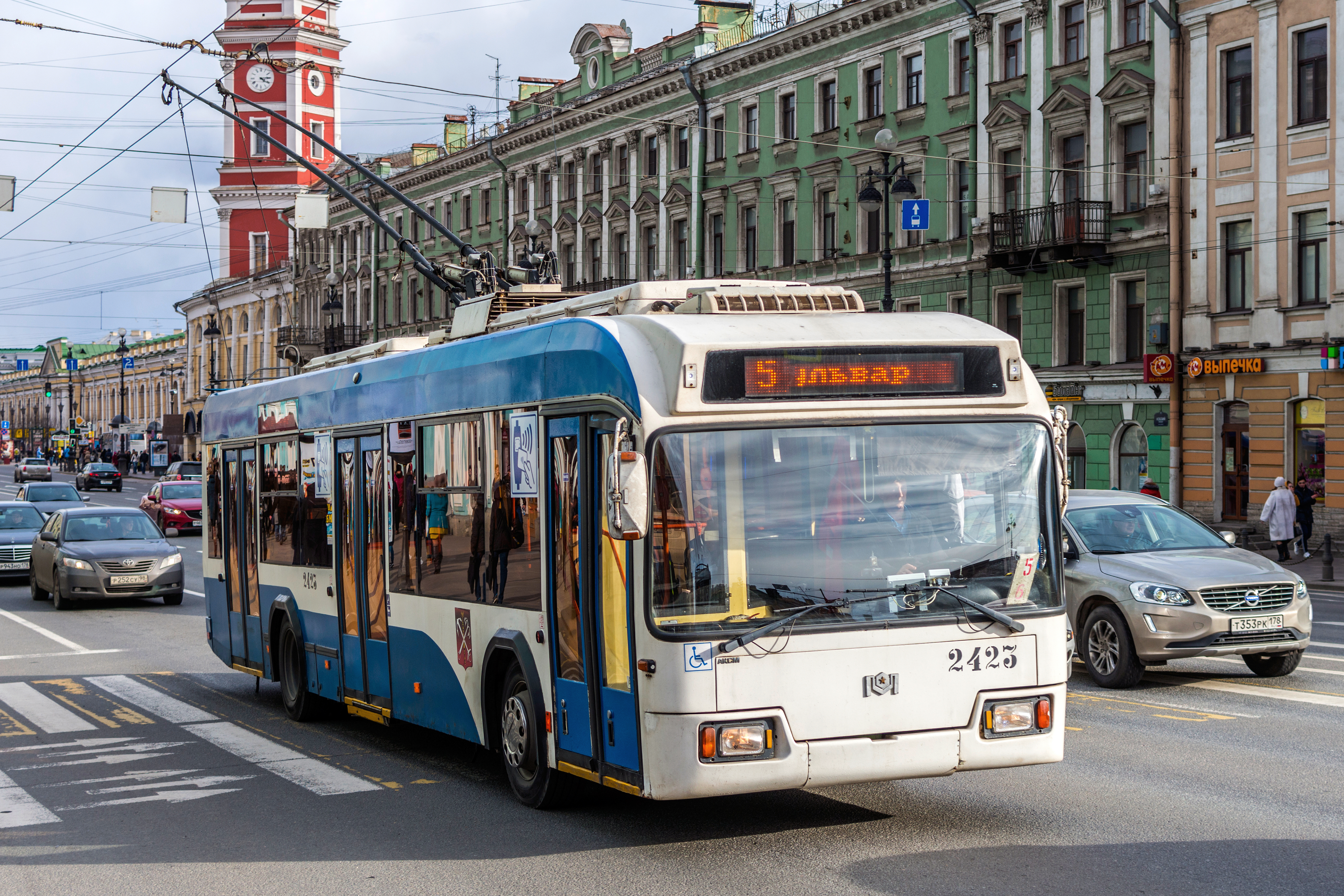
聖彼得堡無軌電車

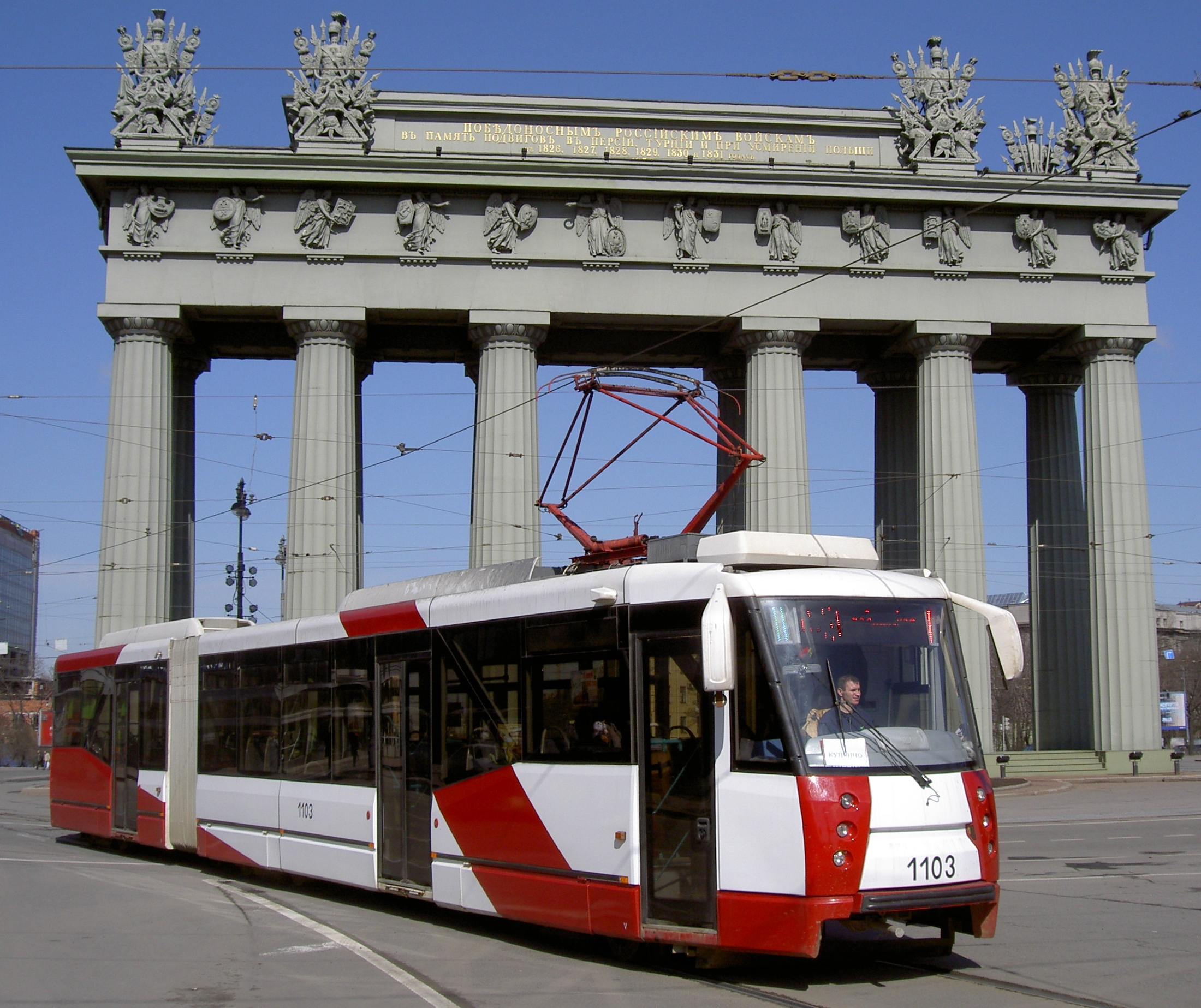
聖彼得堡電車

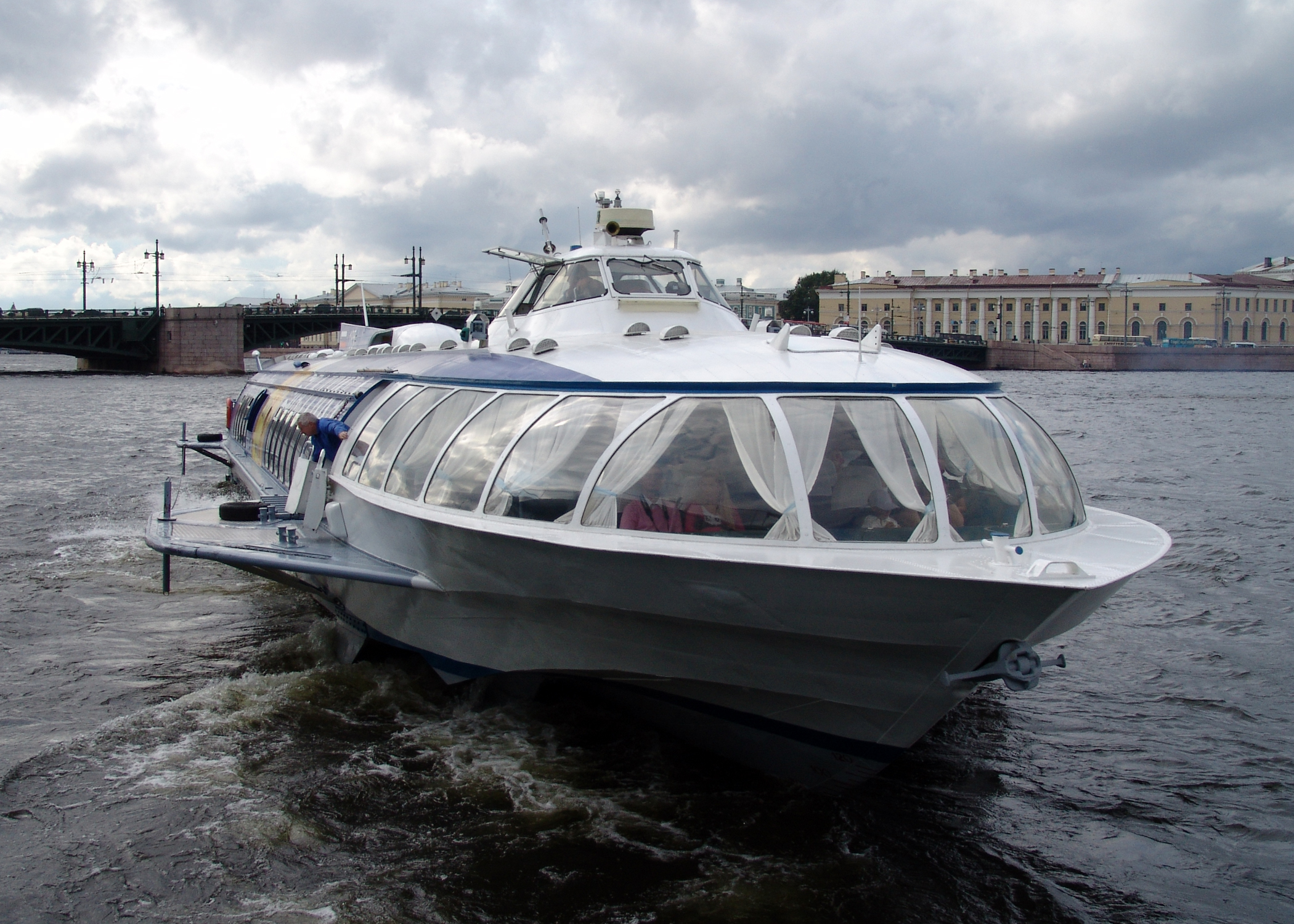
水翼船停泊於聖彼得堡

聖彼得堡是俄羅斯一個重要的交通樞紐。俄羅斯第一條鐵路建於1837年，自那時以來，全市交通基礎設施繼續發展。聖彼得堡由多條聯邦公路及國家、國際鐵路線連接到俄羅斯其他地區及國外。普爾科沃機場服務廣大國內外旅客。

### 道路交通
圣彼得堡市内公共交通（擁有公共汽車、電車和無軌電車系統）发达，無軌電車仅次于莫斯科，位居世界第二大。蘇式小巴運行數百條路線。電車在聖彼得堡曾經是運輸的主要方式，1980年代，聖彼得堡有世界上最大電車網絡，但許多路線在2000年代被拆除。
聖彼得堡公共汽車每日載客量多達300萬人次，路線遍布超過250個城市與郊區。聖彼得堡地鐵系統於1955年開業，現在有5條線，67個車站，連接五個鐵路終點站，每天運載250萬人次乘客。地鐵站經常被大理石及青銅等建材精心裝飾。
每天上下班時間、城際交通及冬雪過多導致交通擁堵在聖彼得堡經常發生。聖彼得堡外環道於2011年完成。
聖彼得堡是一個重要的交通走廊，連接斯堪的納維亞到俄羅斯、東歐地區。聖彼得堡也是歐洲高速公路轉折點，可以通往莫斯科、希爾克內斯、哈爾科夫、普斯科夫、基輔、塔林、彼得羅扎沃茨克等地。

### 水路
聖彼得堡是國外從涅瓦灣、芬蘭灣、波羅的海進入俄羅斯的客運和貨運港口，河港位於涅瓦河，涅瓦河兩岸有一些小客運車站。它也是伏爾加─波羅的海水路與白海-波羅的海運河終點。
聖彼得堡最高的橋樑是2,824米（9,265英尺）長的大奧布霍夫斯基橋，於2004年通車。5月到10月之間，水翼船往返聖彼得堡市中心與沿海城鎮（喀瑯施塔得、羅蒙諾索夫、彼得宮城、謝斯特羅列茨克和泽列诺戈尔斯克）。在氣候溫暖的月份間，許多小船及水上計程車穿梭在聖彼得堡運河上。
聖彼得路線公司經營兩條渡輪路線，分別是赫爾辛基到聖彼得堡與斯德哥爾摩到聖彼得堡。

### 鐵路

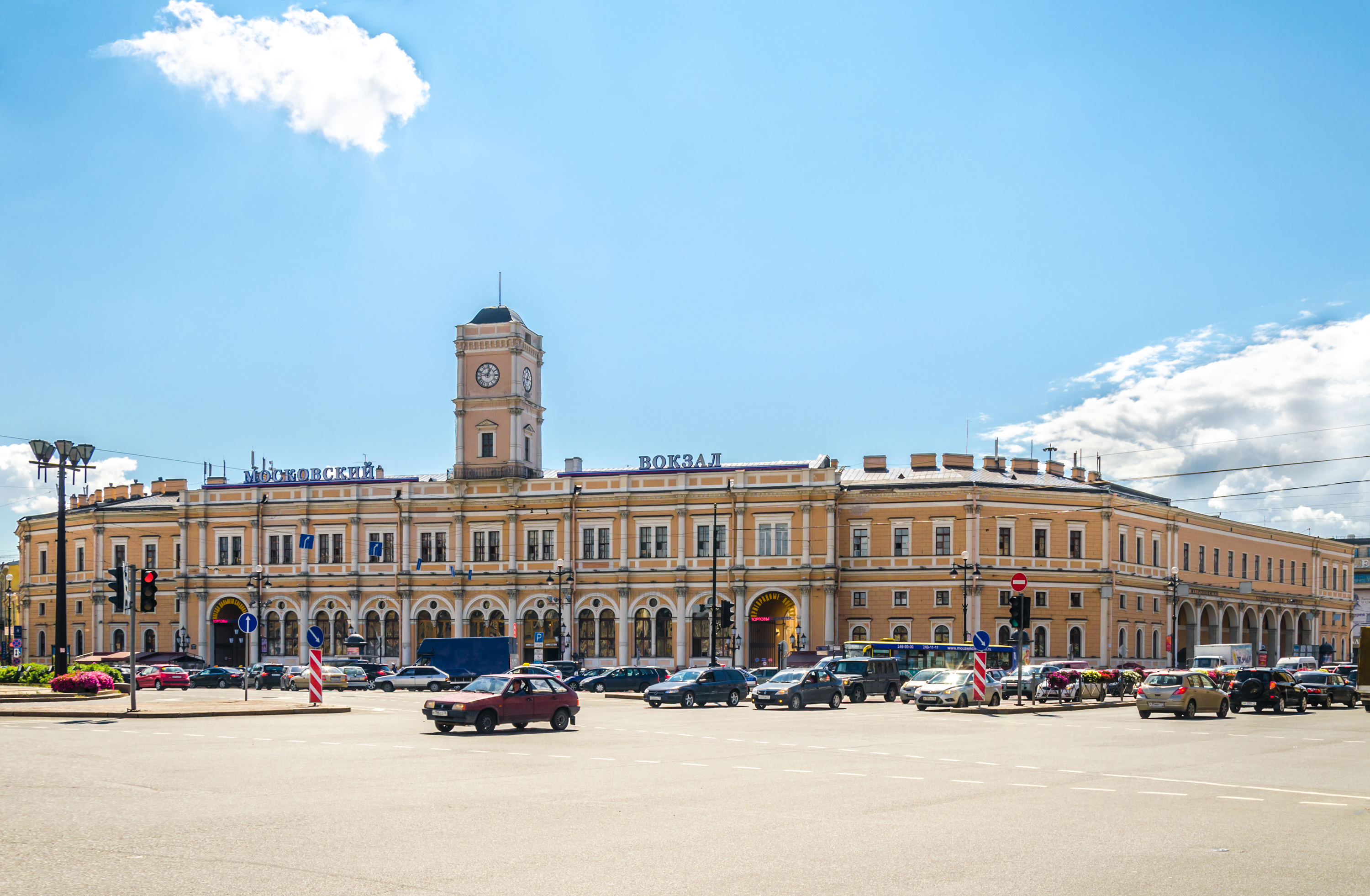
莫斯科車站

聖彼得堡擁有城際及市郊鐵路網路，包含五個不同的鐵路終點站（波羅的海站、芬蘭車站、拉多加站、維捷布斯克站與莫斯科站），以及幾十個非終點站。聖彼得堡有國際鐵路連接芬蘭赫爾辛基、德國柏林及俄羅斯所有加盟共和國。赫爾辛基鐵路建於1870年，全長443公里（275英里）。游隼號列車往來聖彼得堡與莫斯科約需要三個半小時。
莫斯科－聖彼得堡鐵路於1851年開通，全長651公里（405英里）。現在旅客從聖彼得堡前往莫斯科搭乘列車需要時間從3個半到9個小時不等。
2009年，俄羅斯鐵路公司推出針對莫斯科與聖彼得堡航線高速列車服務。新列車被稱為游隼號列車，是西門子Velaro列車衍生而來。游隼號列車在2009年5月2日創造俄羅斯最快列車記錄，以每小時281公里（174.6英里每小時）行駛。2009年5月7日，游隼號列車再度以每小時（180英里每小時）290公里刷新紀錄。
卡累利阿鐵路（俄羅斯鐵路和芬蘭鐵路合資）從2010年12月12日開始，行駛高速列車阿爾斯通列車（Allegro）往來聖彼得堡和赫爾辛基中央火車站之間。

### 航空

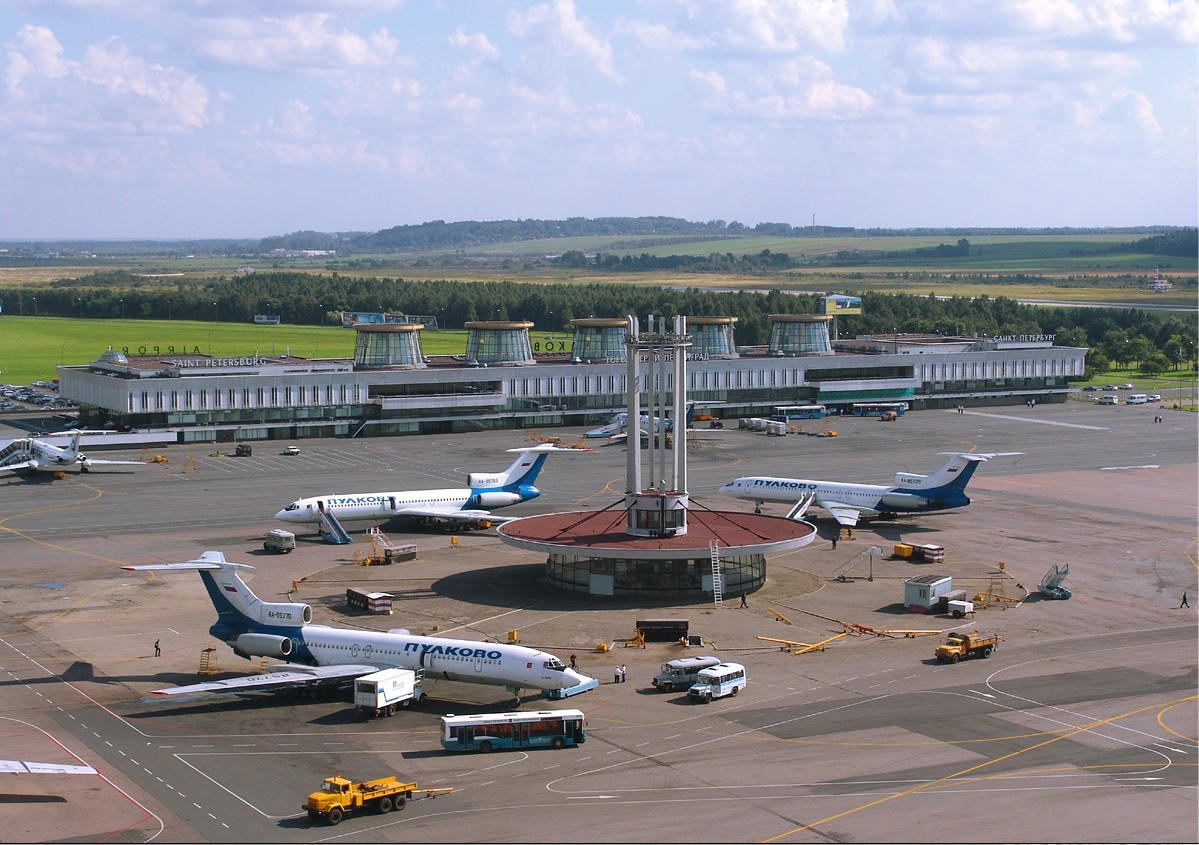
普爾科沃機場

普爾科沃機場是進出聖彼得堡的門戶，聖彼得堡郊區也有三個小型商業、貨運機場。拉彭蘭塔機場位於聖彼得堡，靠近芬蘭邊境，也是受到俄羅斯遊客歡迎。
普爾科沃機場在1931年開幕。2011年，該機場是俄羅斯第四繁忙的機場，位居莫斯科多莫傑多沃國際機場，謝列梅捷沃國際機場、伏努科沃機場之後。普爾科沃機場有兩個主要航廈（一個負責國內航班，一個負責國際航班），普爾科沃機場被廣泛認為是俄羅斯聯邦中最大與現代化的機場之一。不過，根據估計，普爾科沃機場到2025年每天將有約17萬人次使用。俄羅斯政府計劃直接建造新的航廈，其末端將延伸至1號航廈（國內）北邊，並包含18個登機門。新航廈於2010年11月開始施工，預計於2013年完成。
普爾科沃機場和聖彼得堡市中心之間也有全天候的快速巴士服務。

## 體育

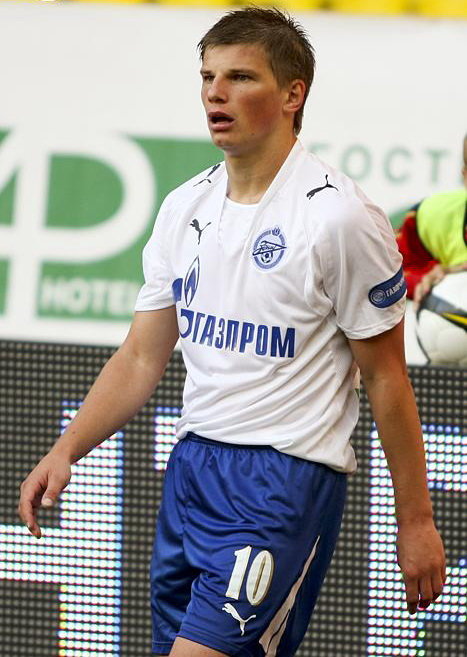
安德烈·謝爾蓋耶維奇·阿爾沙文效力於聖彼得堡澤尼特足球俱樂部

列寧格勒是1980年夏季奧運會足球比賽的舉辦地之一。1994年友好運動會中也是在這裡舉行。
第一場划船比賽在1703年由彼得大帝發起，當時戰勝瑞典海軍。遊艇活動自古以來都是俄羅斯海軍舉辦，遊艇俱樂部包含聖彼得堡河遊艇俱樂部與涅瓦河遊艇俱樂部，後者是世界上歷史最悠久的遊艇俱樂部。當海水和湖水冬季凍結，遊艇及橡皮艇無法使用，當地群眾使用冰船。
聖彼得堡馬術一直有悠久的傳統，在沙皇及貴族階級中流行，也是軍事訓練的一部分。自18世紀以來，幾座體育場因馬術而建造，訓練得以一年四季舉行。
國際象棋因1914年國際賽事受到注目，其中“大師”頭銜首次由沙皇尼古拉二世正式授予五名棋手：伊曼紐·拉斯克、何塞·勞爾·卡帕布蘭卡、亞歷山大·亞歷山德羅維奇·阿廖欣、西格贝特·塔拉什、法蘭克·馬歇爾。
已拆卸的基洛夫體育場是世界最大的體育場之一，也曾是聖彼得堡澤尼特足球俱樂部的主場（1950至1993年、1995年）。在1951年，110,000名觀眾創下蘇聯足球單場比賽記錄。聖彼得堡澤尼特足球俱樂部在1984年、2007年、2010年、2011年/2012年獲得蘇聯及俄羅斯聯賽冠軍。聖彼得堡澤尼特足球俱樂部亦獲得1999年及2010年俄羅斯杯、2007年-08年賽季獲得歐洲聯盟杯、2008年歐洲超級杯。聖彼得堡澤尼特在1994年轉移主場至彼得羅夫斯基體育場，2017年再轉移至十字架體育場，該球場也是2018年世界盃足球賽的承辦場地之一。
冰上曲棍球隊聖彼得堡陸軍是大陸冰球聯盟最受歡迎的球隊之一，一直是全國聯賽頂尖球隊，但加入多年來一直沒有獲得冠軍，直至2015年才首次取得象徵俄羅斯冠軍頭銜的加加林盃，一共取得2次冠軍。聖彼得堡陸軍主場在陆军竞技场（ЛСКА Арена）。
斯巴達克聖彼得堡籃球隊以聖彼得堡為主場，安德烈·根納季耶維奇·基里連科也曾加盟該籃球隊。斯巴達克在蘇聯超級聯賽贏得兩次冠軍（1975年與1992年），兩次蘇聯杯冠軍（1978年和1987年）、俄羅斯杯冠軍（2011年）。他們還贏得兩次薩波塔杯（1973年和1975年）冠軍。斯巴達克聖彼得堡籃球隊俱樂部傳奇人物包括亞歷山大·別洛夫（Александр Александрович Белов）和弗拉基米爾·康德拉申（Кондрашин, Владимир Петрович）。

## 著名人物

### 出生於此的人物

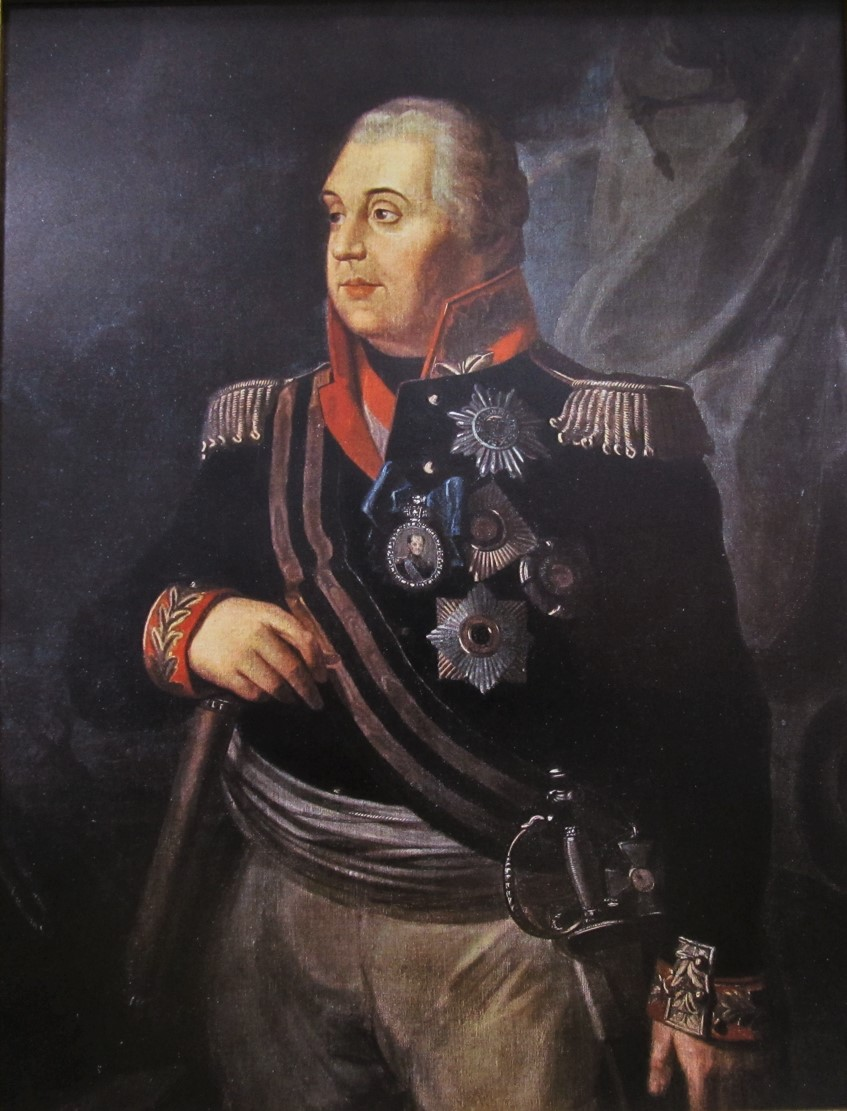
米哈伊尔·伊拉里奥诺维奇·库图佐夫
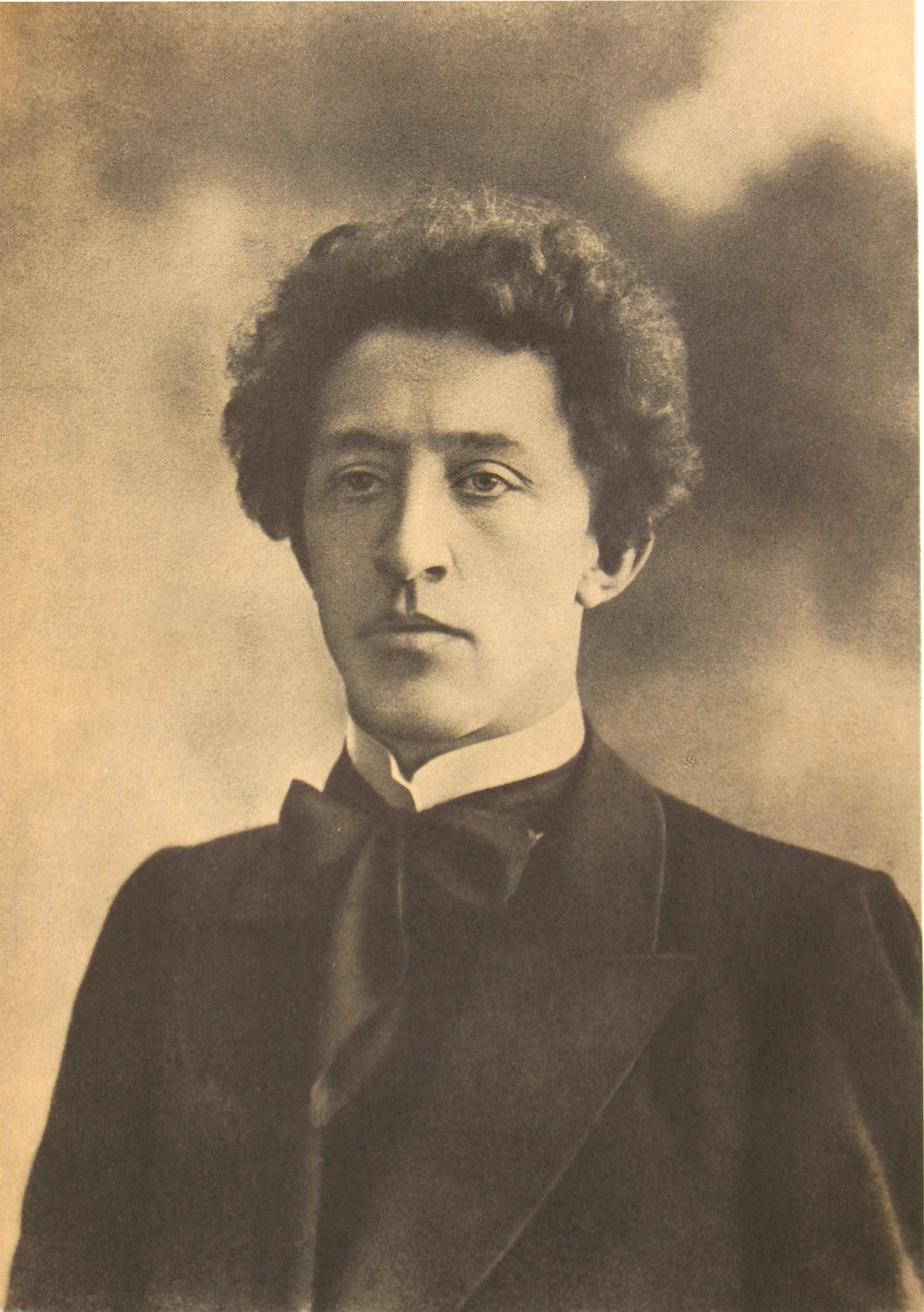
亚历山大·勃洛克
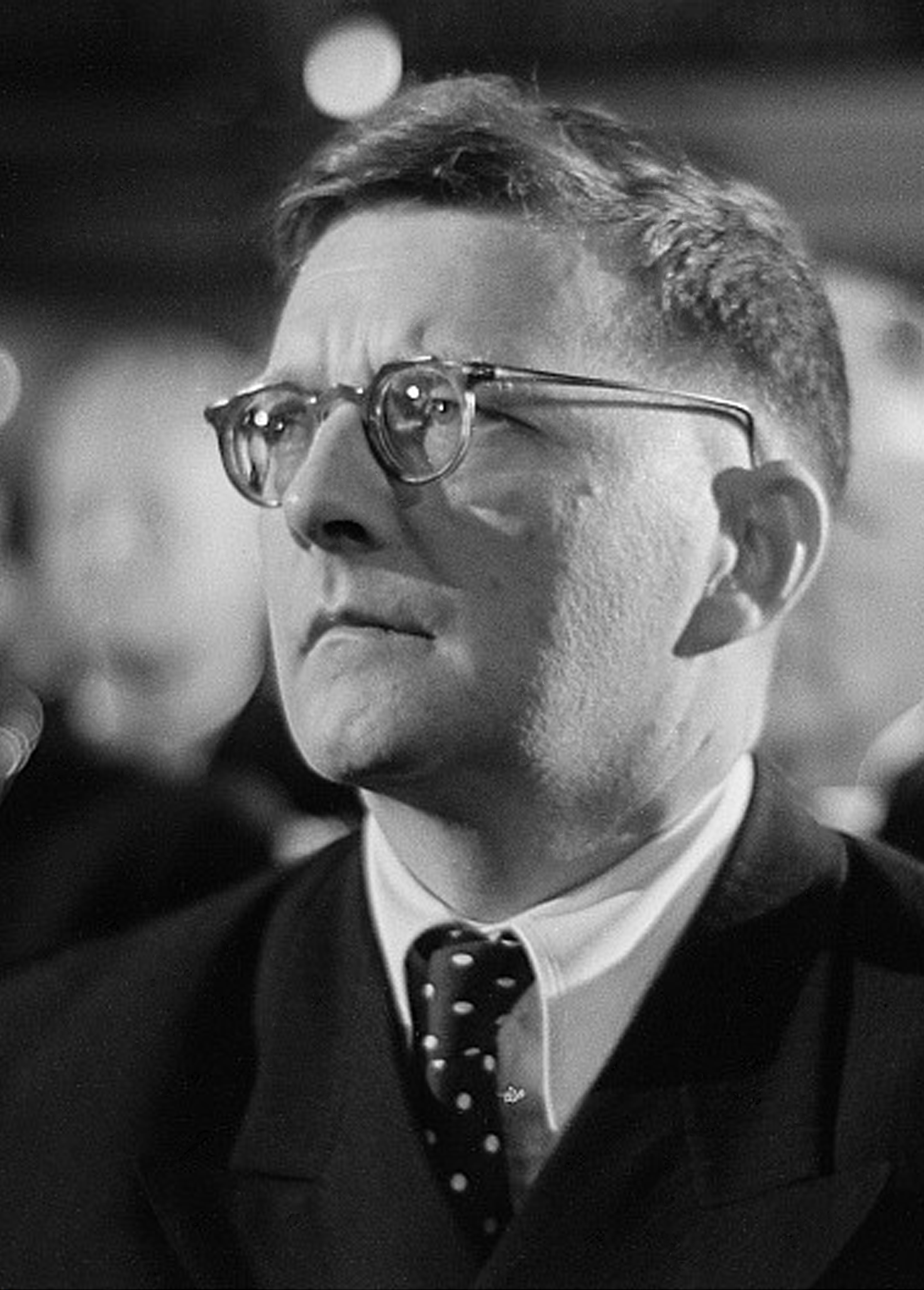
德米特里·德米特里耶维奇·肖斯塔科维奇
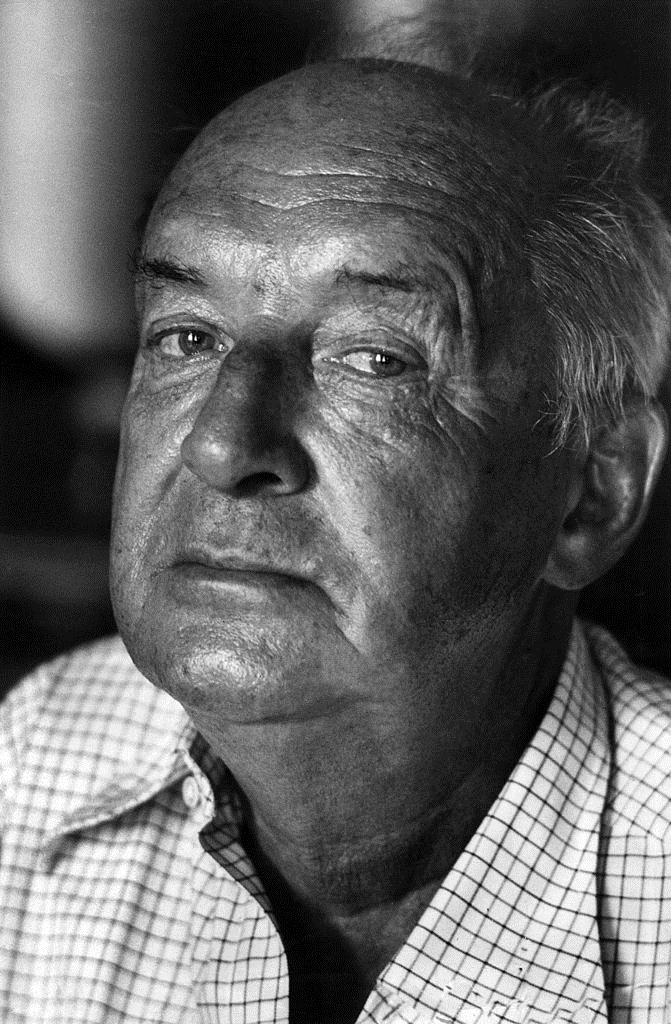
弗拉基米尔·纳博科夫
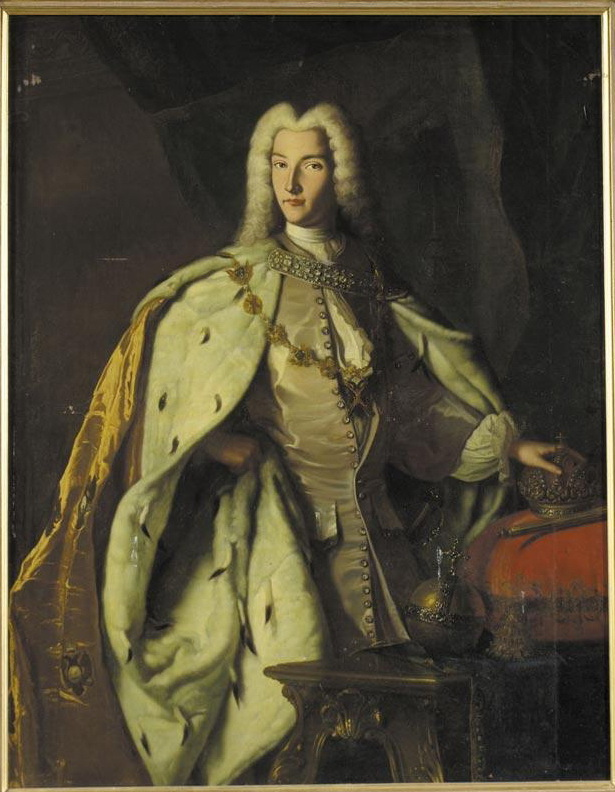
彼得二世
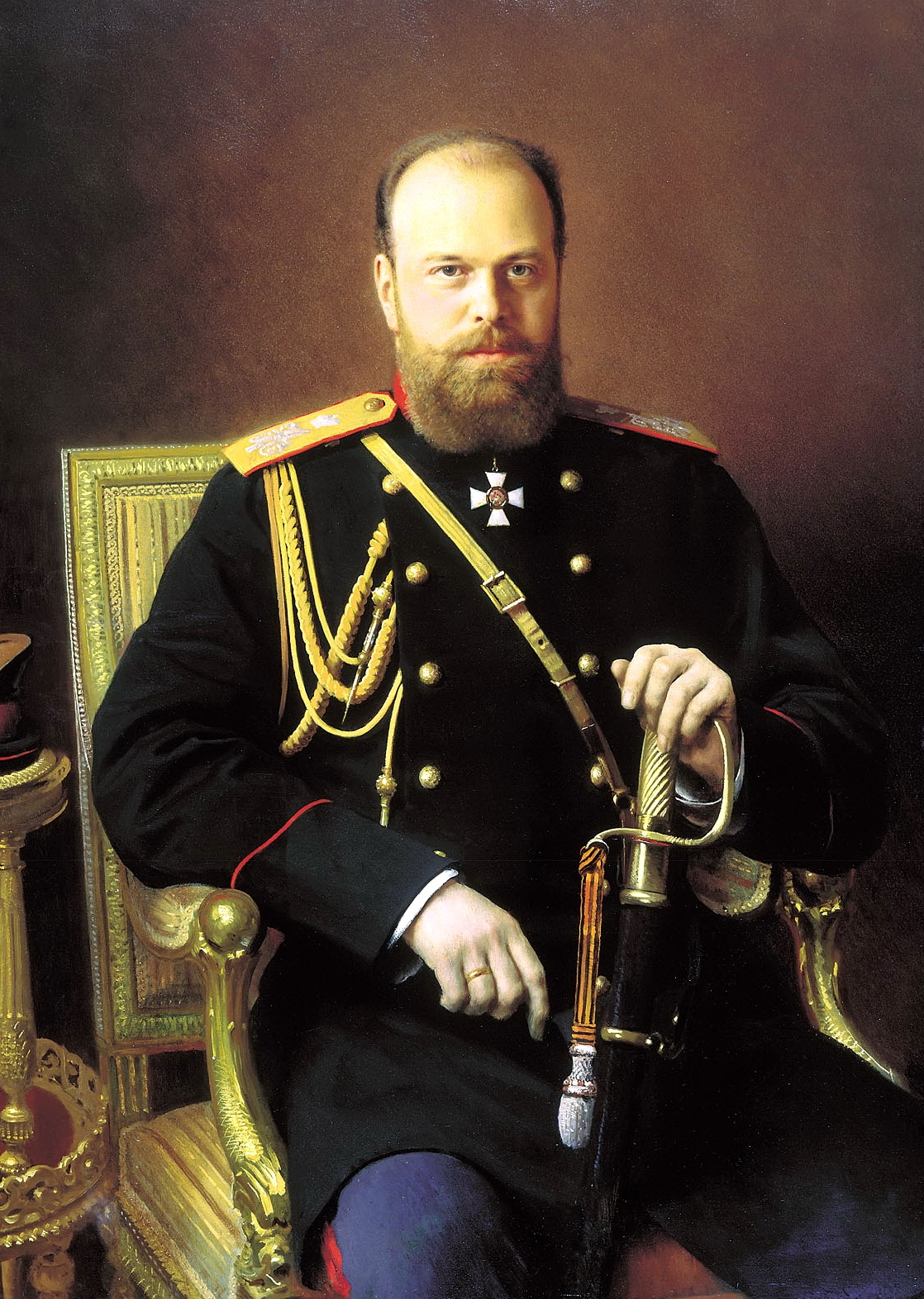
亚历山大三世
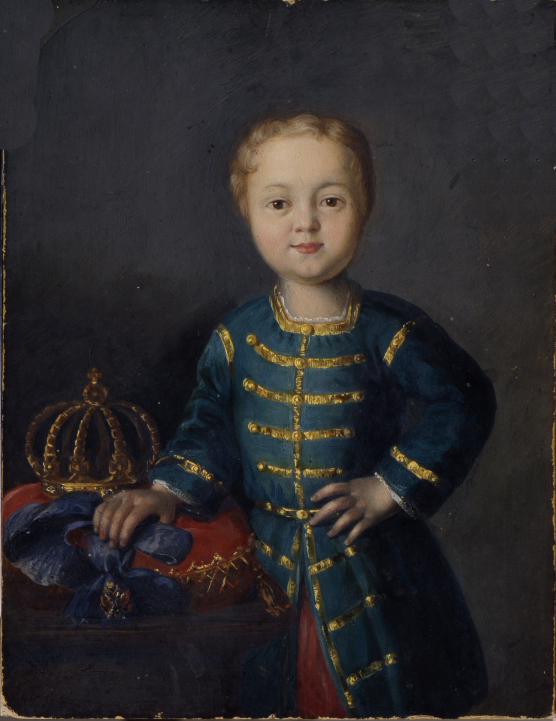
伊凡六世
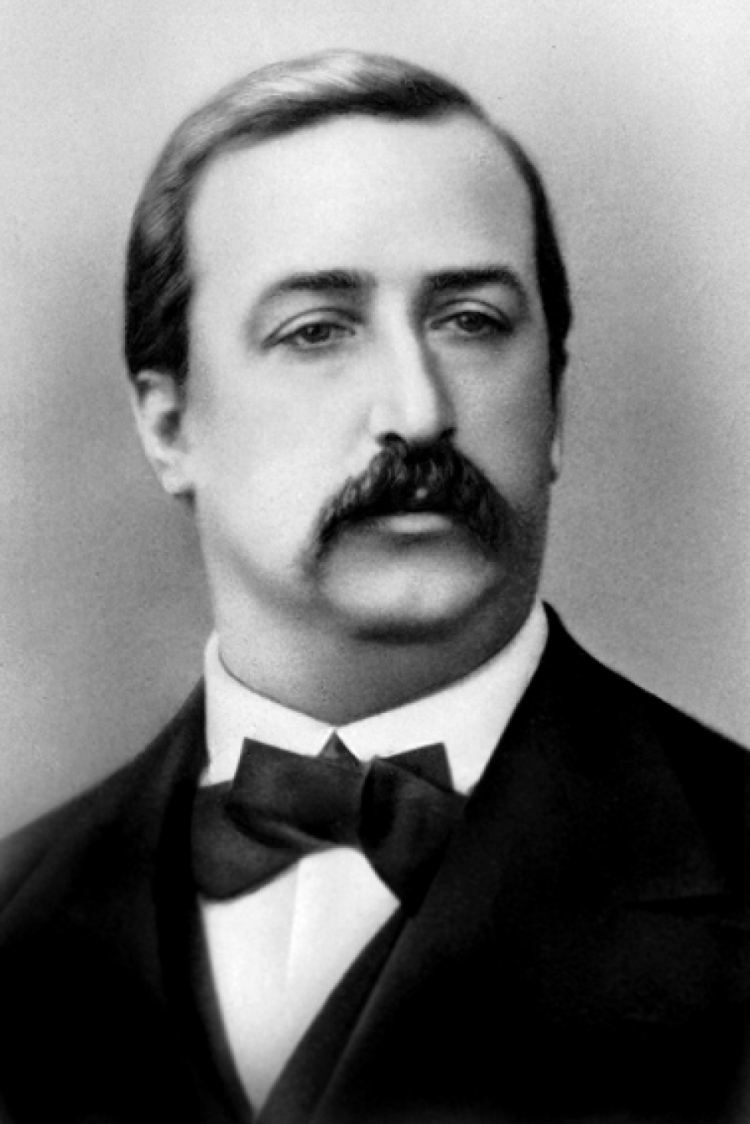
亞歷山大·波菲里耶維奇·鮑羅丁
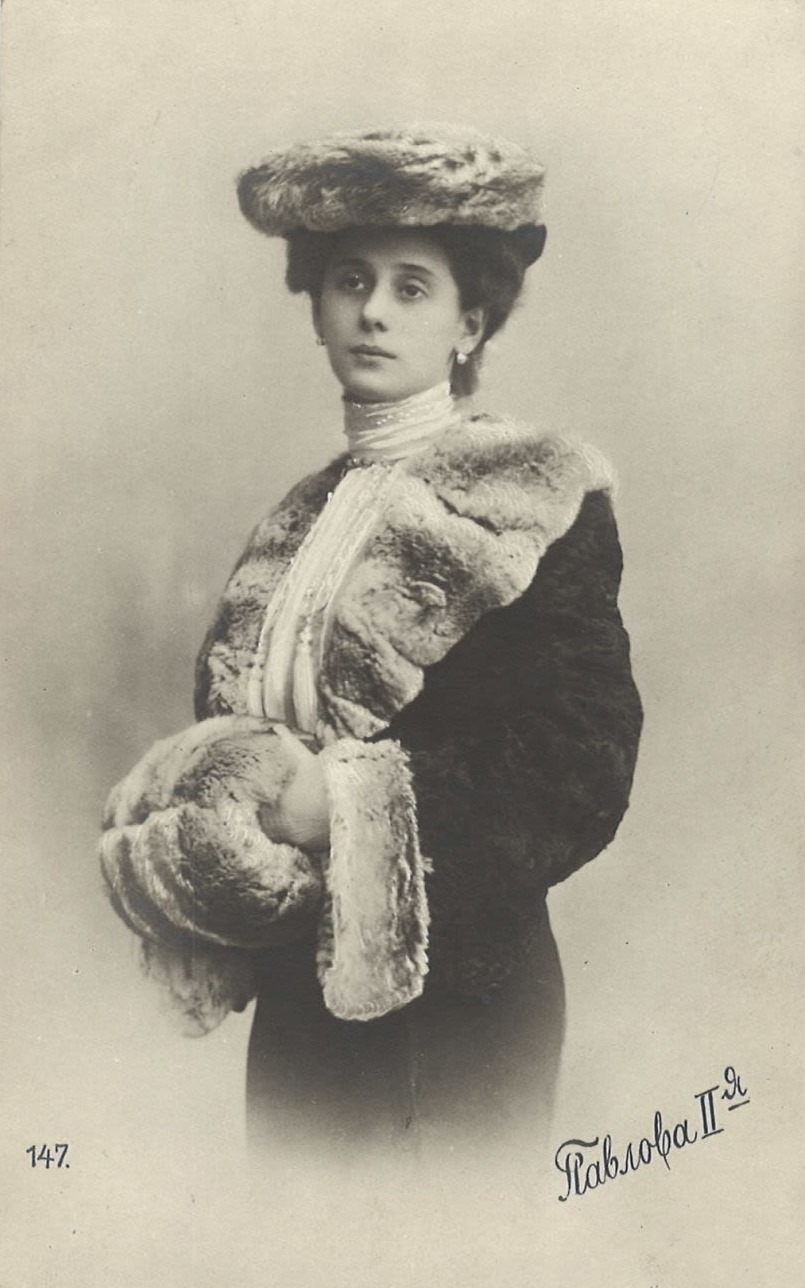
安娜·巴甫洛娃
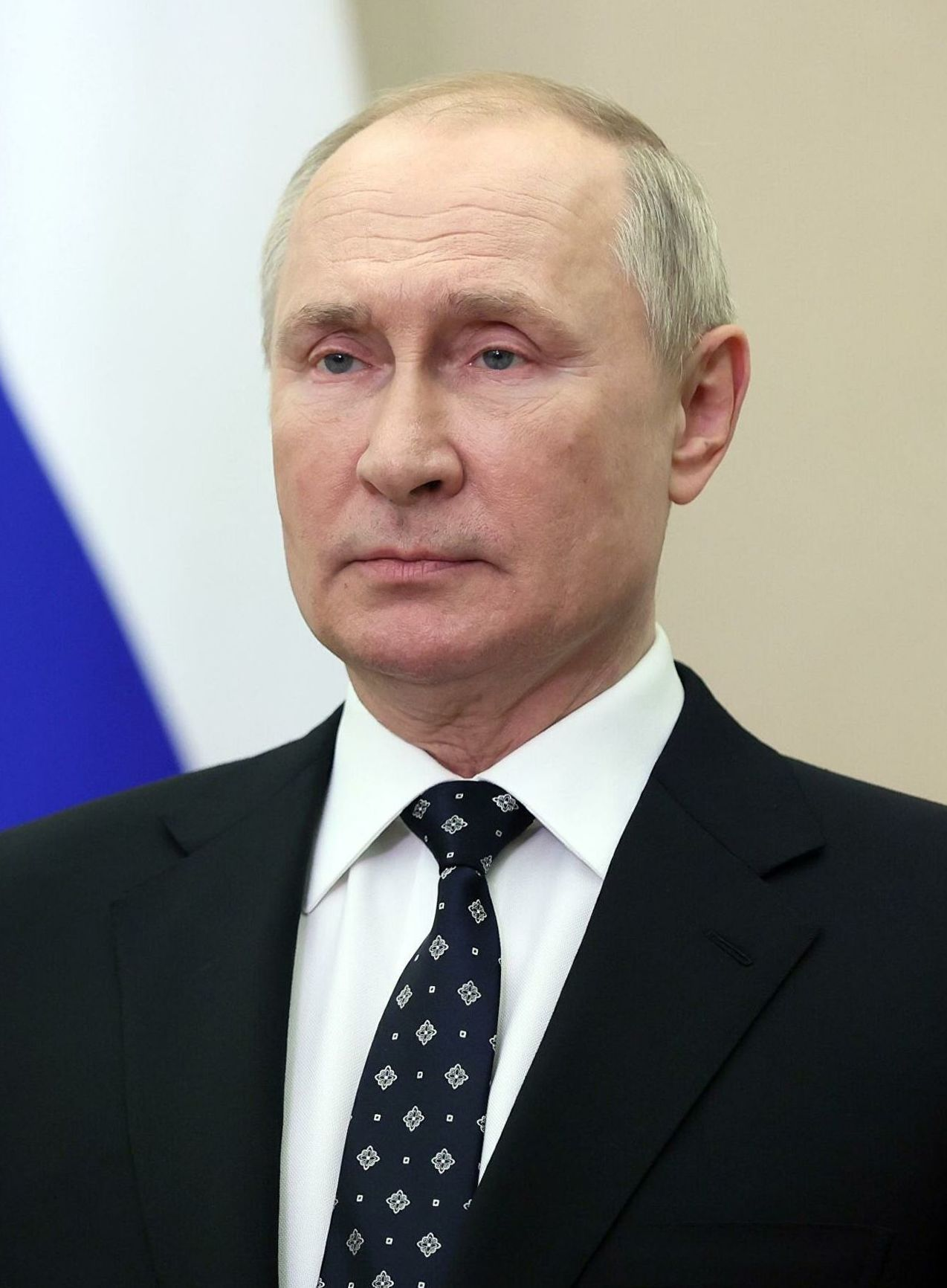
弗拉基米尔·普京
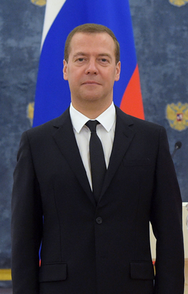
德米特里·梅德韦杰夫
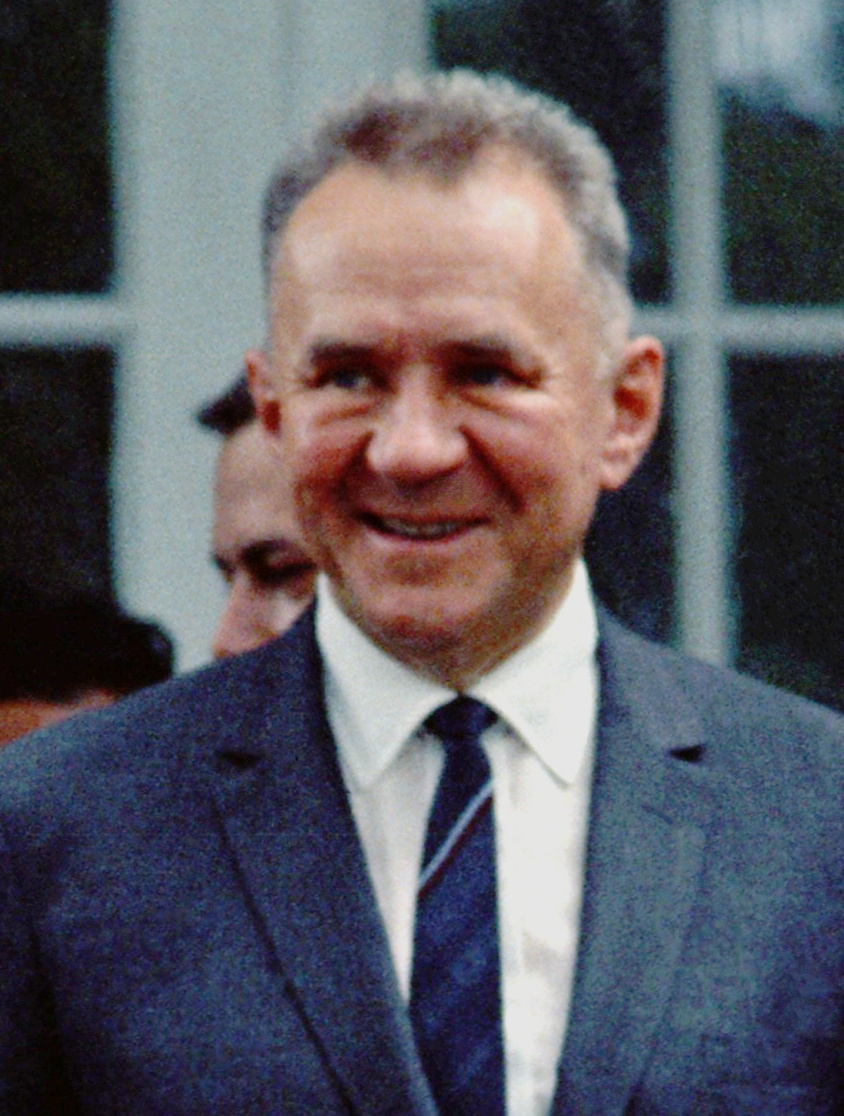
阿列克谢·尼古拉耶维奇·柯西金
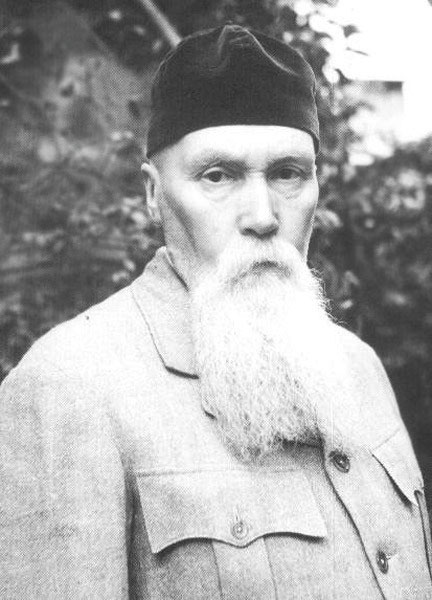
尼古拉斯·洛里奇
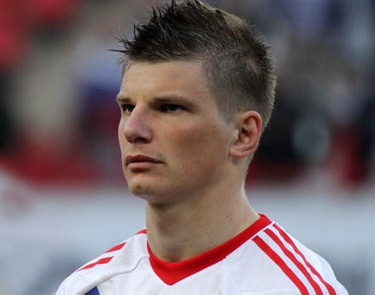
安德烈·阿爾沙文
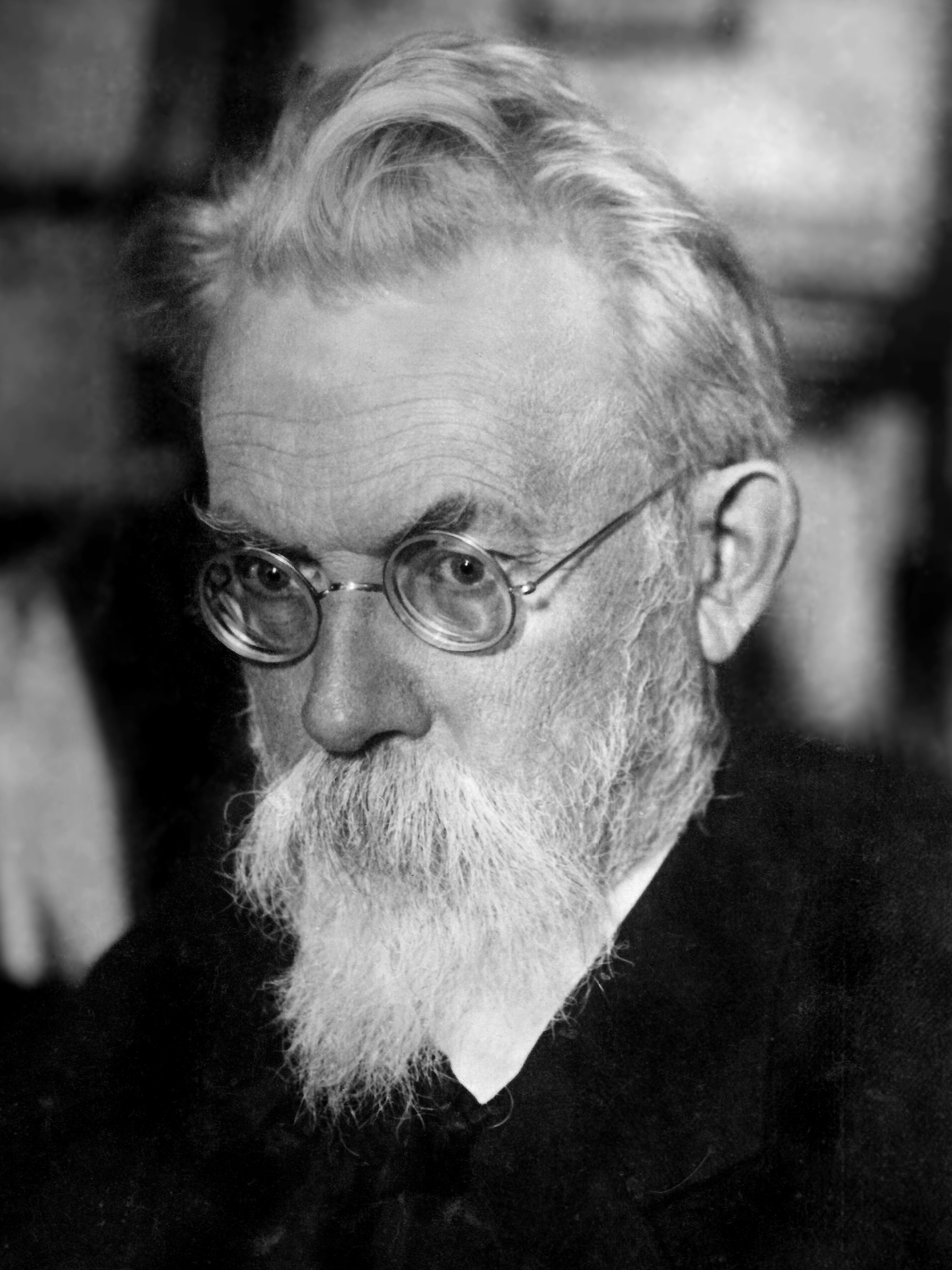
弗拉基米尔·伊万诺维奇·维尔纳茨基
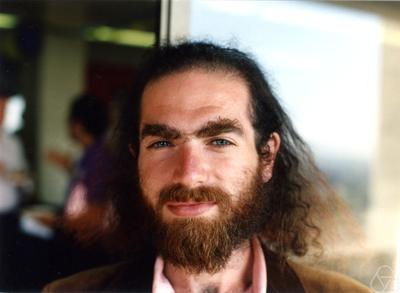
格里戈里·佩雷尔曼
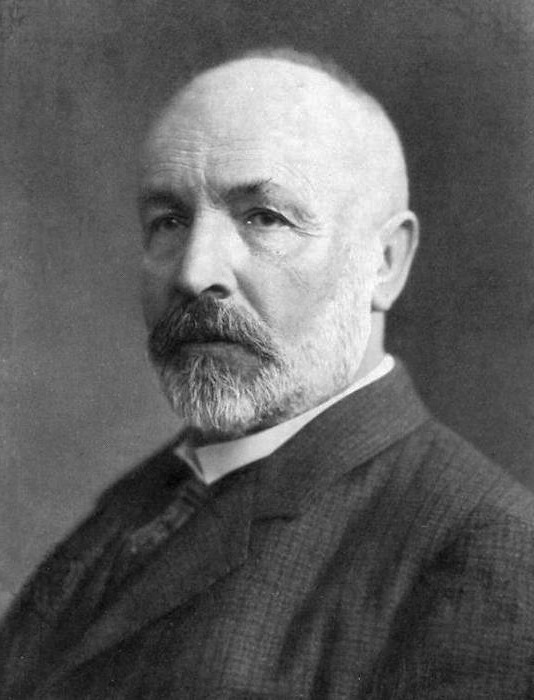
格奥尔格·康托尔
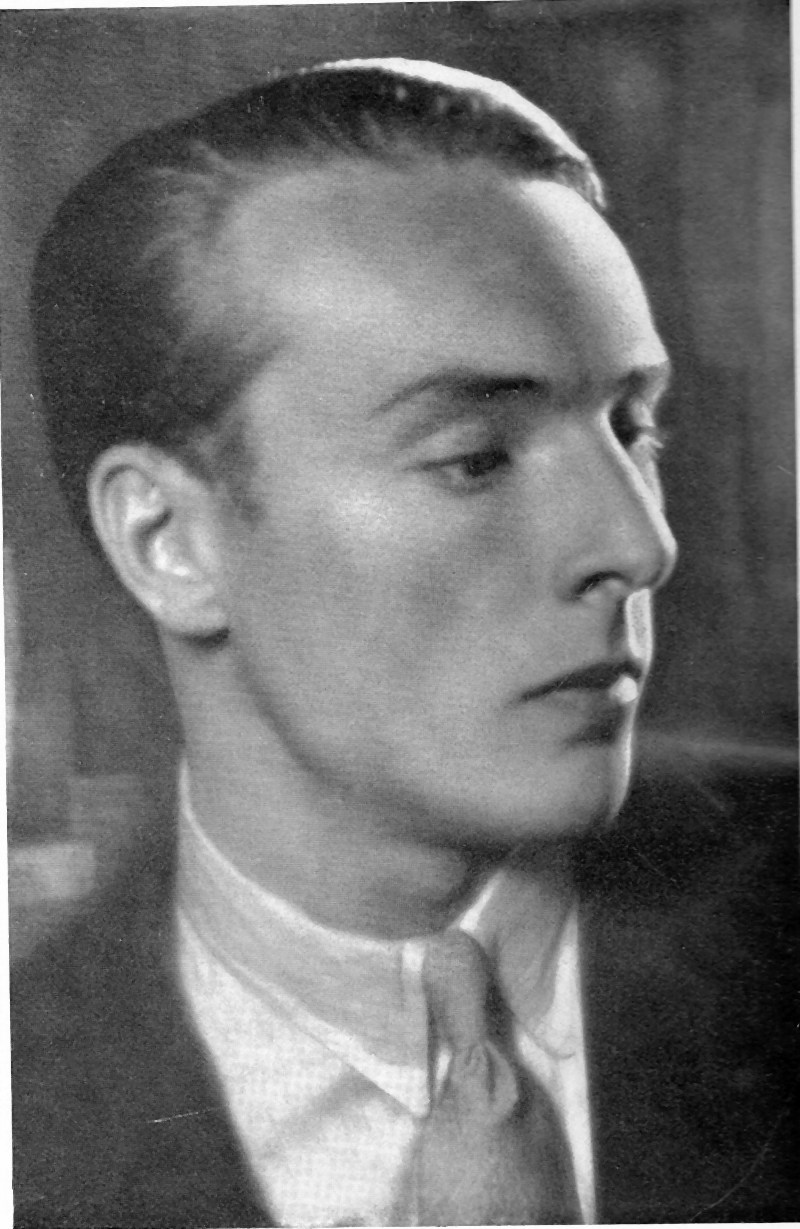
乔治·巴兰奇
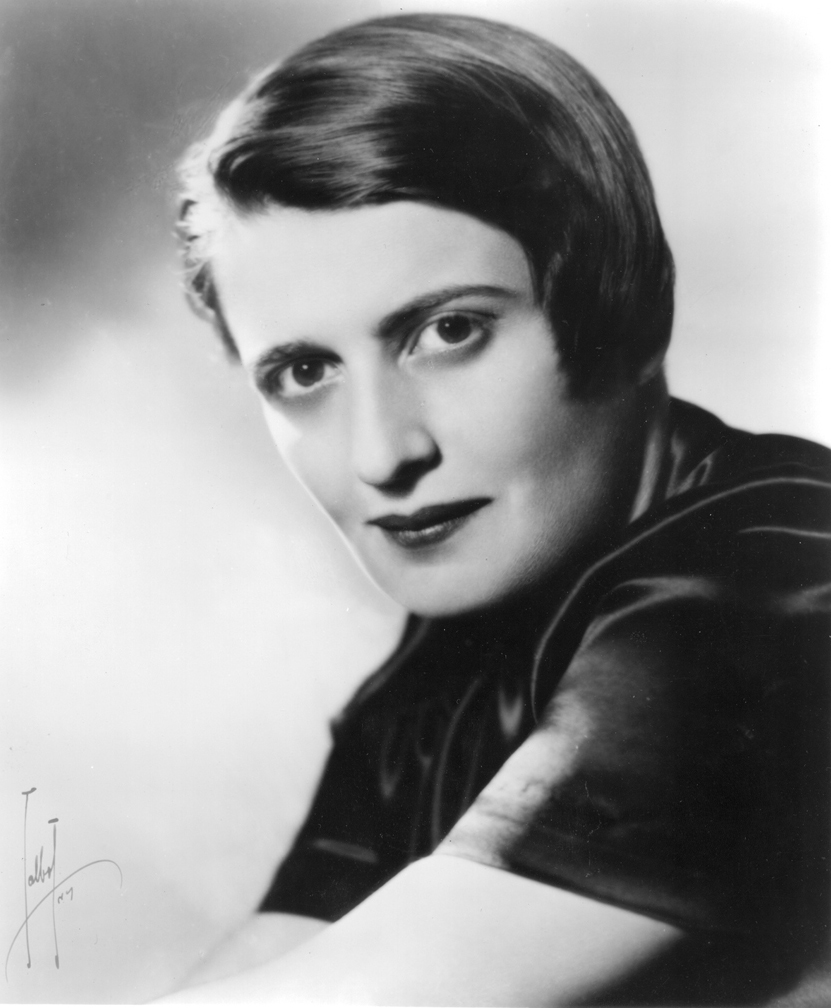
艾茵·兰德
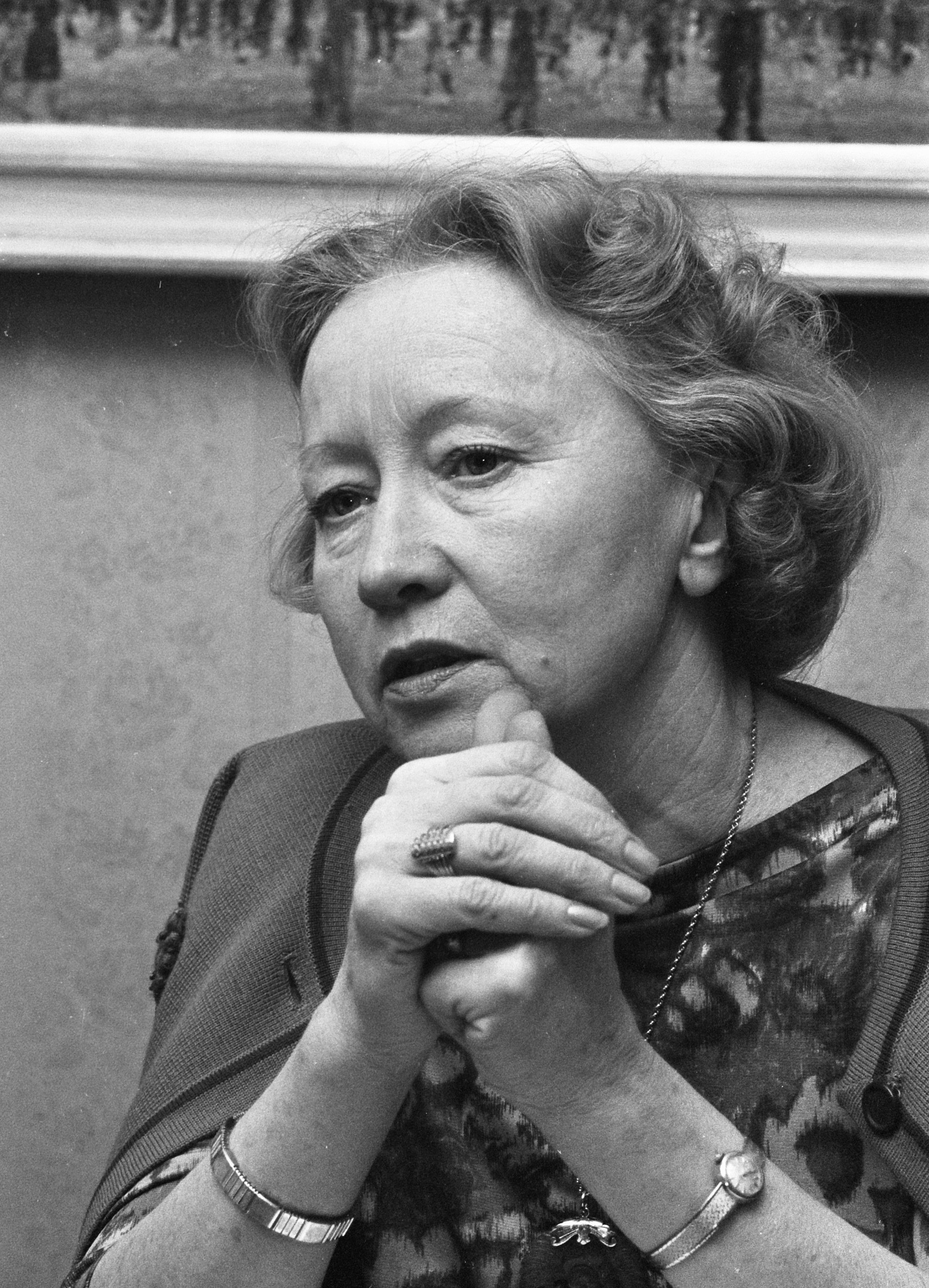
加林娜·乌兰诺娃
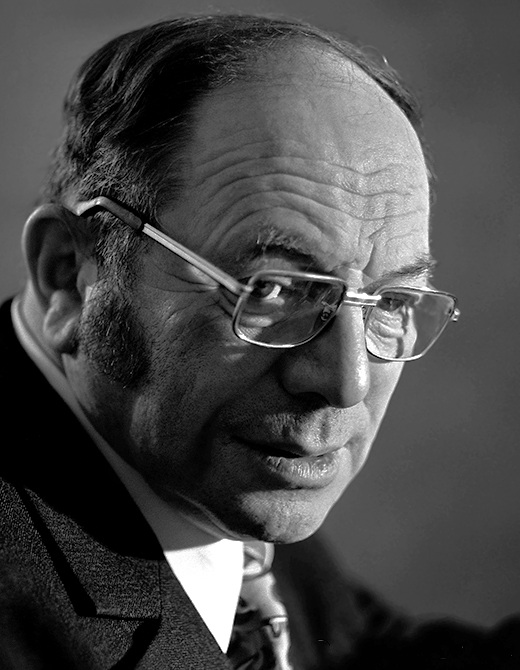
列昂尼德·维塔利耶维奇·坎托罗维奇
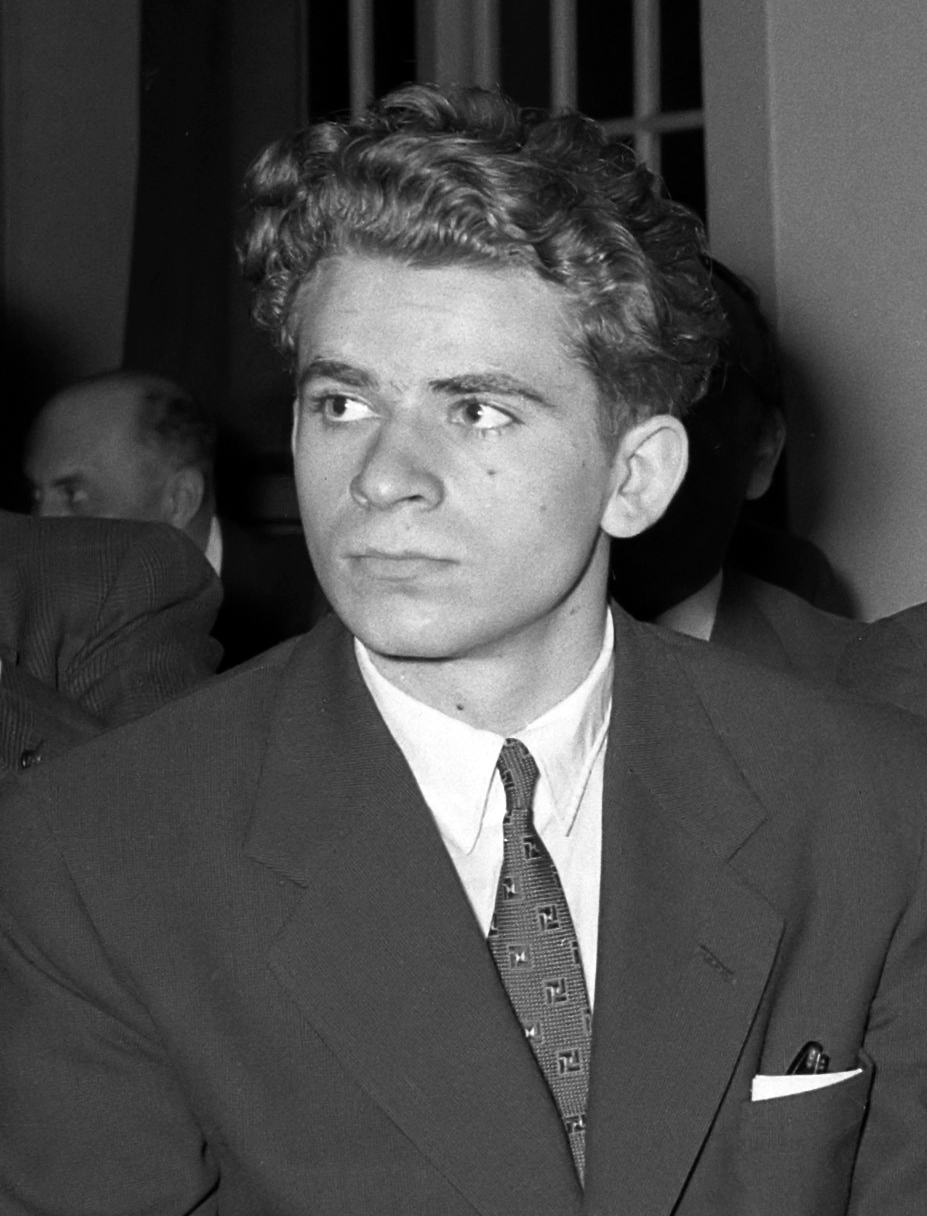
鲍里斯·斯帕斯基
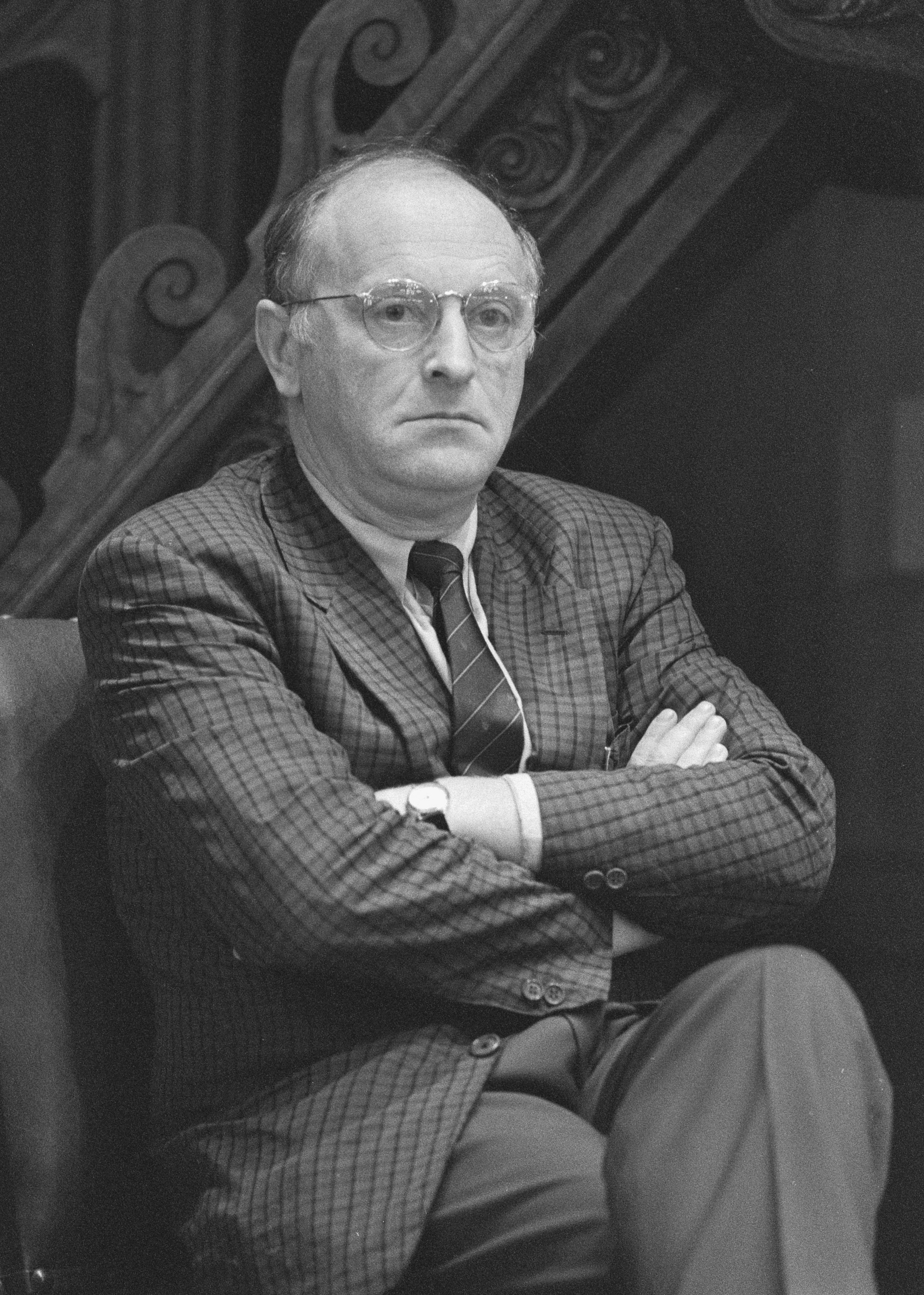
约瑟夫·亚历山德罗维奇·布罗茨基
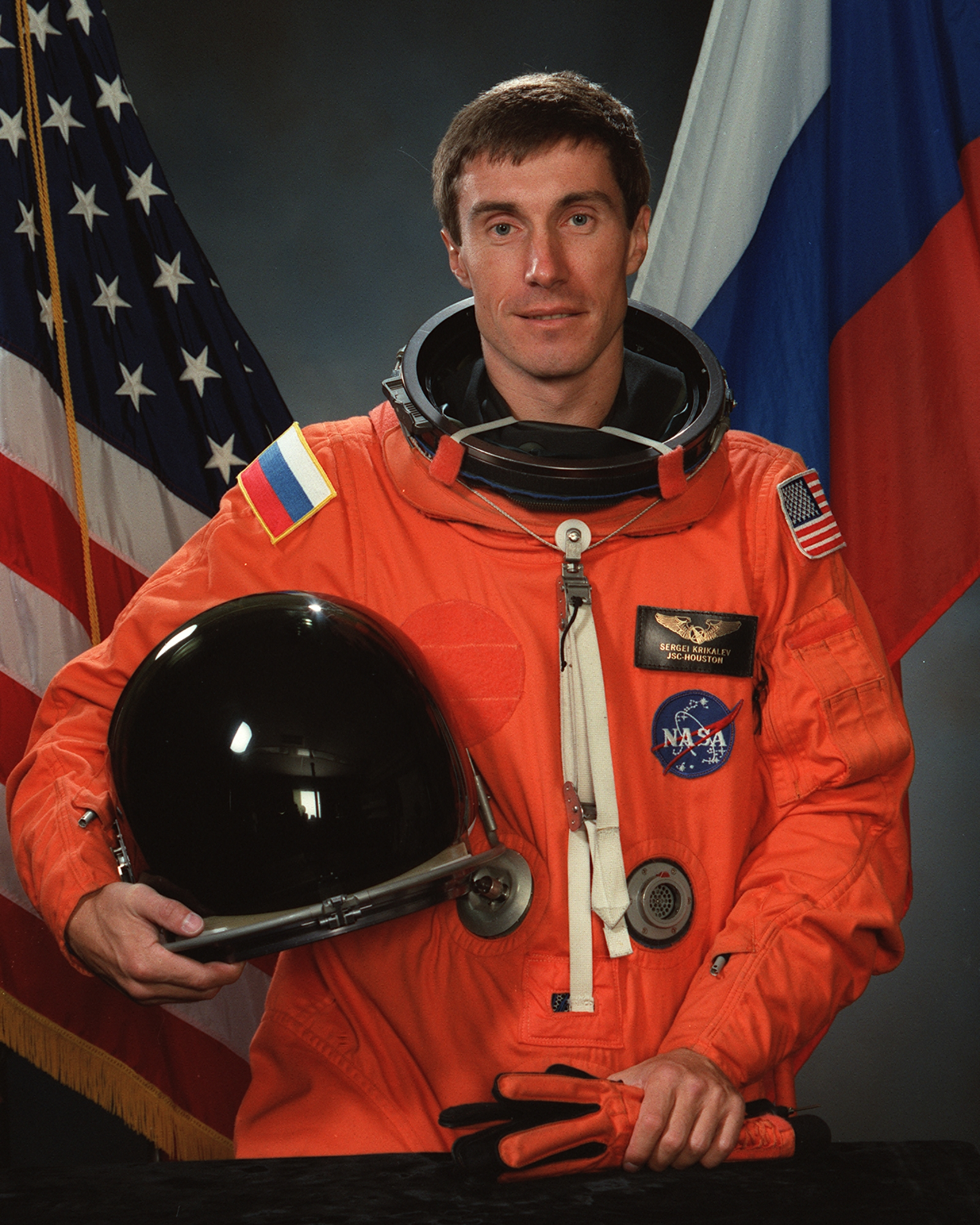
谢尔盖·康斯坦丁诺维奇·克里卡列夫

## 姊妹城市
聖彼得堡目前締結的姊妹城市如下：
- 丹麥奧胡斯（1989年開始）[50]
- 土耳其阿達納（1997年開始）[50]
- 巴基斯坦費薩拉巴德
- 比利時安特衛普（1958年開始）[50]
- 泰國曼谷（1997年開始）[50]
- 西班牙巴塞隆納（1984年開始）[50][51]
- 巴勒斯坦伯利恆（2003年開始）[52]
- 法國波爾多（1991年開始）[50][53][54]
- 南非開普敦（2001年開始）[50]
- 斯里蘭卡可倫坡（1997年開始）[50]
- 中华人民共和国青岛（1998年開始）[50]
- 南韓大邱廣域市（1997年開始）[50][55]
- 德国德累斯顿（1961年開始）[50][56]
- 西班牙聖克魯斯-德特內里費
- 英國愛丁堡（1995年開始）[50][57]

- 波蘭格但斯克（1961年開始）[50][58]
- 奧地利格拉茲（2001年開始）[59][60]
- 瑞典哥特堡（1962年開始）[50]
- 德国汉堡（1957年開始）[50]
- 古巴哈瓦那（2000年開始）[50]
- 芬蘭赫爾辛基（1993年開始）[50]
- 越南胡志明市（1977年開始）[50]
- 伊朗伊斯法罕（1999年開始）[50]
- 土耳其伊斯坦布尔（1990年開始）[50][61][62]
- 芬蘭科特卡（1997年開始）[50]
- 法國勒阿弗爾（1965年開始）[50][63]
- 美國洛杉磯（1990年開始）[50][64]
- 法國里昂（1993年開始）[50][65]
- 英國曼徹斯特（1956年開始）[66]
- 澳大利亞墨尔本（1989年開始）[50][67][68]
- 芬蘭米凱利（1996年開始）[50]
- 烏拉圭蒙特維多（1998年開始）[50]
- 印度孟买（1963年開始）[50][69]

- 法國尼斯（1997年開始）[50][70]
- 日本大阪（1961年開始）[50][71]
- 法國巴黎（1991年開始）[50][72][73]
- 希臘比雷埃夫斯（1965年開始）[50][74]
- 保加利亞普羅夫迪夫（2001年開始）[50][75]
- 捷克布拉格（1992年開始）[50][76]
- 加拿大魁北克市（2002年開始）[50]
- 巴西里約熱內盧（1986年開始）[50]
- 荷兰鹿特丹（1966年開始）[50]
- 希臘塞薩洛尼基（2002年開始）[50][77]
- 古巴聖地亞哥-德古巴[50]
- 中华人民共和国上海（1959年開始）[50]
- 瑞典斯德哥爾摩（1992年開始）[50]
- 芬蘭坦佩雷（1993年開始）[50]
- 芬蘭圖爾庫（1953年開始）[50]
- 波蘭華沙（1997年開始）[50][78]
- 克羅地亞萨格勒布（1968年開始）[50][79]
- 美国聖彼得堡市
- 保加利亞索菲亞
- 頓涅茨克人民共和國马里乌波尔（國際承認為  乌克兰領土，並同時不承認此關係）

## 同名城市
- 美國佛罗里达州聖彼得堡市：在1892年開埠時，以開闢該地之人彼德·狄曼斯的家鄉——聖彼得堡命名。